# Réseau ferroviaire de l’Alsace et de la Moselle
Le réseau ferroviaire de l’Alsace et de la Moselle est un réseau de chemin de fer spécifique du fait de sa situation géographique, une zone frontière au cœur de l'Europe, et de son histoire indissociable des grands conflits des XIXe et XXe siècles et de leurs conséquences sur son territoire qui alterne des périodes d'administration allemande et française. Le territoire couvert par ce réseau correspond à la collectivité européenne d'Alsace et au département de la Moselle, soit le territoire de l'ancien Reichsland Elsaß-Lothringen.

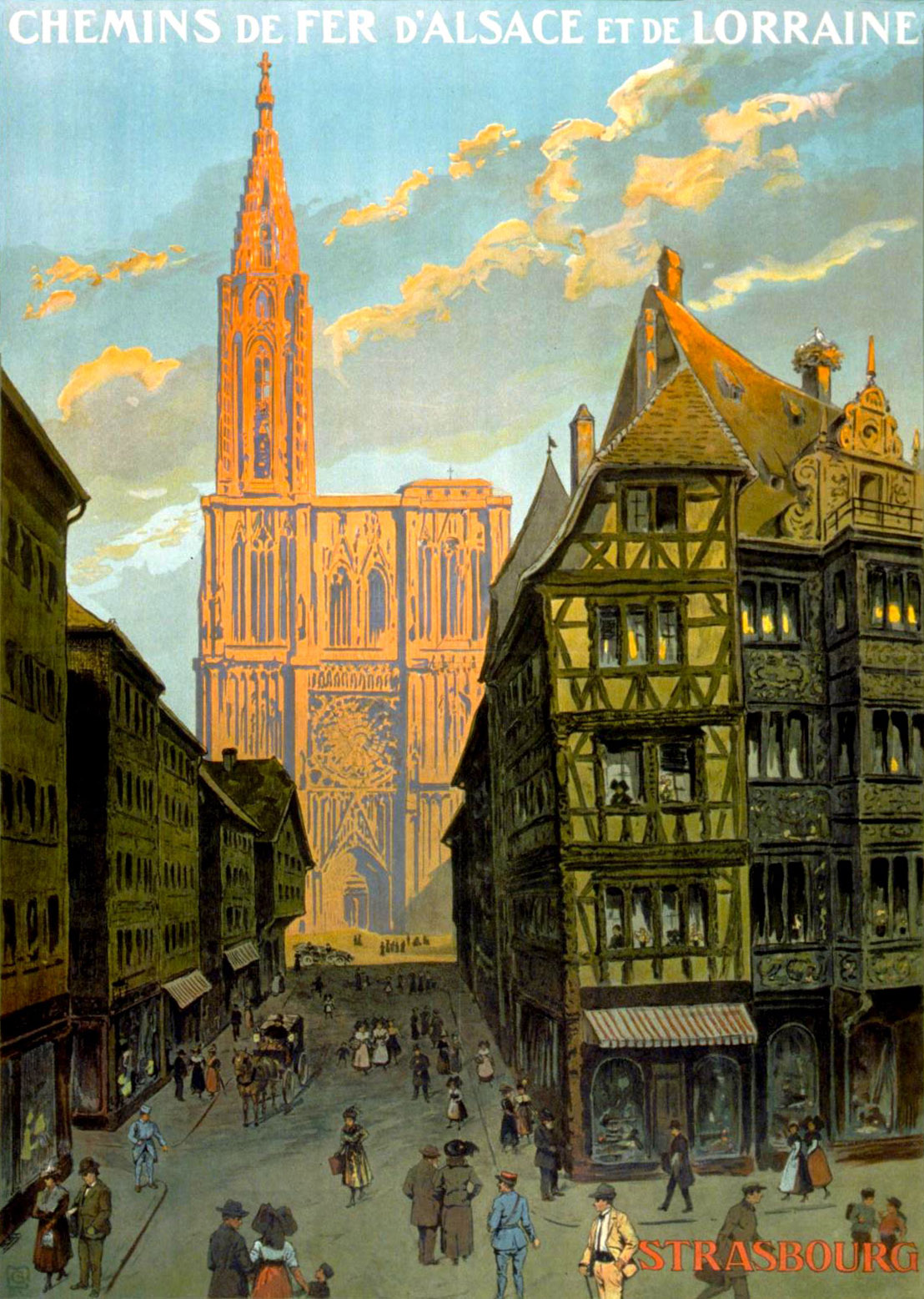
Affiche des Chemins de fer d'Alsace et de Lorraine, la cathédrale de Strasbourg.

Ce réseau présente la particularité d'avoir une circulation des trains à droite et les signaux implantés également à droite.
L'histoire du réseau débute dès la fin des années 1830, avec Nicolas Koechlin et sa Compagnie du chemin de fer de Mulhouse à Thann. Elle se poursuit avec quelques grandes périodes marquées notamment par la Compagnie des chemins de fer de l'Est de 1854 à 1871, la Kaiserliche Generaldirektion der Eisenbahnen in Elsaß-Lothringen (EL) de 1871 à 1918 lors de l'annexion allemande, l'Administration des chemins de fer d'Alsace et de Lorraine (AL) de 1919 à 1938, la Deutsche Reichsbahn de 1940 à 1944 lors de la seconde annexion, et la Société nationale des chemins de fer français (SNCF).
La majorité du réseau appartient à l'État et est principalement géré par SNCF Réseau comme l'ensemble du réseau ferré national.

## Historique

### Création du réseau
Le chemin de fer en Alsace a connu ses débuts le 1er septembre 1839 avec l'inauguration de la ligne de Mulhouse à Thann. La ligne de Strasbourg à Bâle est mise en service le 22 août 1841. Elle est complétée, le 29 mai 1851, par la section de Sarrebourg à Strasbourg de la ligne de Paris à  Strasbourg. Côté lorrain, le chemin de fer relie Metz à Nancy depuis le 10 juillet 1850, puis Sarrebruck en Prusse dès 1852. À partir de 1854, le réseau est exploité par la Compagnie des chemins de fer de l'Est à la suite de la fusion de plusieurs compagnies (notamment la Compagnie du chemin de fer de Paris à Strasbourg et la Compagnie du chemin de fer de Strasbourg à Bâle puis la Compagnie du chemin de fer de Mulhouse à Thann). Cette dernière réalisa la ligne de Strasbourg à Kehl, un saut de puce au-dessus du Rhin, en 1861.

### Développement sous l'Empire allemand
Après la défaite française et la cession de l'Alsace et d’une partie de la Lorraine au nouvel Empire allemand, le réseau ferré (ainsi que celui de la Société royale grand-ducale des chemins de fer Guillaume-Luxembourg) est géré et étendu par la « Kaiserliche Generaldirektion der Eisenbahnen in Elsass-Lothringen » (EL) créée le 9 décembre en 1871. La gare-frontière de Deutsch-Avricourt est construite à Avricourt, sur la ligne Paris - Strasbourg, en 1875. De nouvelles liaisons furent créées vers l'Allemagne et le Luxembourg mais pas vers la France.
En 1877, l'ouverture de la ligne de (Sarrebourg) Réding à Metz permet la constitution du principal axe du réseau : Luxembourg - Metz - Strasbourg - Bâle.
Sa longueur développée a presque triplé durant cette période. De 862 km de lignes en 1871, le réseau compte 1 803 km de lignes à voie normale et 80 km de lignes à voie étroite à la veille de la Première Guerre mondiale. Les normes allemandes faisaient (et font toujours) rouler les trains à droite.
Au début du XXe siècle, la Compagnie des transports strasbourgeois (CTS) exploite également de nombreuses lignes de tramway interurbaines. Ce réseau, appelé le suburbain, comptait à son apogée une centaine de kilomètres de lignes à voie métrique dans sa partie alsacienne. D'autres lignes à voie étroite, exploitées par des compagnies locales ou par l'EL, existent dans le sud de la Moselle et aux alentours de Colmar.
Cette période voit aussi le développement d'importants réseaux ferroviaires industriels privés comme ceux des Houillères de Lorraine ou des Mines de potasse d'Alsace. L'administration forestiere entreprend pour sa part la réalisation de chemins de fer forestiers dans le massif des Vosges (Abreschviller, Barr, Schirmeck).

### Administration française
L'Administration des chemins de fer d'Alsace et de Lorraine (AL), a été créée le 19 juin 1919 aux lendemains de la Première Guerre mondiale, à la suite de la réintégration de l'Alsace-Moselle au territoire français. Son objet était l'exploitation des réseaux ferrés repris à la Kaiserliche Generaldirektion der Eisenbahnen in Elsaß-Lothringen. La création d'une administration pour gérer ce réseau ferré trouve son origine dans le refus de la Compagnie des chemins de fer de l'Est de s'en occuper.
Avant la nationalisation, le réseau de l'AL comportait une vingtaine de dépôts et annexes-traction dont Bénestroff, Colmar, Haguenau, Hausbergen, Mulhouse-Île-Napoléon, Phalsbourg-Maisons-Rouges, Réding, Sarrebourg, Sarreguemines, Saverne et Strasbourg-Ville. La commune de Bischheim, au nord de Strasbourg, accueillait de vastes ateliers de réparation.

### Seconde Guerre mondiale et SNCF
Le 1er janvier 1938, l'AL devient l'une des composantes de la nouvelle Société nationale des chemins de fer français (SNCF). Les réseaux de l'AL et de la Compagnie des chemins de fer de l'Est constituent alors la nouvelle région Est de la SNCF.
Le 15 juillet 1940, les autorités allemandes informent la SNCF que les installations ferroviaires de la Moselle, du Bas-Rhin et du Haut-Rhin dépendent dorénavant des directions régionales de la Deutsche Reichsbahn (DR) établies à Mayence et à Karlsruhe. Le 15 août 1940, la SNCF est définitivement chassée du réseau. Le territoire étant officieusement annexé au Reich, les anciennes gares frontières de la période 1871-1918 sont remises en service.
À la fin de la Seconde Guerre mondiale, le réseau revient à nouveau dans le giron de la SNCF. La SNCF exploite également le réseau ferré Luxembourgeois jusqu'à la création de la Société nationale des chemins de fer luxembourgeois (CFL) en 1946.
Au cours de la seconde moitié du XXe de nombreuses lignes secondaires sont fermées (comme sur l'ensemble du réseau ferré national français).
Les lignes les plus chargées du réseau sont électrifiées dans les années 1950 et 1960.
La plus grande gare de triage de France est mise en service entre 1963 et 1964 à Woippy, au nord de Metz.
Au début des années 1970, le TGV 001 est testé sur la ligne de la plaine d'Alsace.
La Moselle vit circuler les dernières locomotives à vapeur de la SNCF en service commercial. La toute dernière fut la 141 R 73 du dépôt de Sarreguemines le 29 mars 1974.

### Situation actuelle
De nos jours, deux gares de la Moselle sont gérées et exploitées par les chemins de fer luxembourgeois : les gares de Volmerange-les-Mines et d'Audun-le-Tiche.
Depuis 1997, la gare de Sarreguemines est desservie par le tram-train allemand Saarbahn. Le tram-train Mulhouse Vallée de la Thur, mis en service en décembre 2010, est le premier tram-train interconnecté entièrement français.
En 2015, les départements du Bas-Rhin et du Haut-Rhin comptent environ 120 gares ouvertes au service des voyageurs et une soixantaine d'installations terminales embranchées pour 5 millions de tonnes de marchandises transitant par le rail annuellement. La gare de Strasbourg-Ville est la troisième gare de province avec 12 millions de voyageurs par an.
Les deux départements alsaciens et la Moselle conservent un important patrimoine ferroviaire avec la cité du train de Mulhouse et plusieurs chemins de fer touristiques : le Chemin de fer touristique du Rhin, le Train Thur Doller Alsace, le Chemin de fer forestier d'Abreschviller, Chemin de fer touristique de la vallée de la Canner, les vélos-rail de Dieuze et de Drulingen.
L'industrie ferroviaire y est bien représentée avec l'usine de Reichshoffen (anciennement De Dietrich Ferroviaire), Vossloh Cogifer également à Reichshoffen, Geismar à Colmar, Lohr à Duppigheim et Lormafer à Creutzwald.

## Le réseau

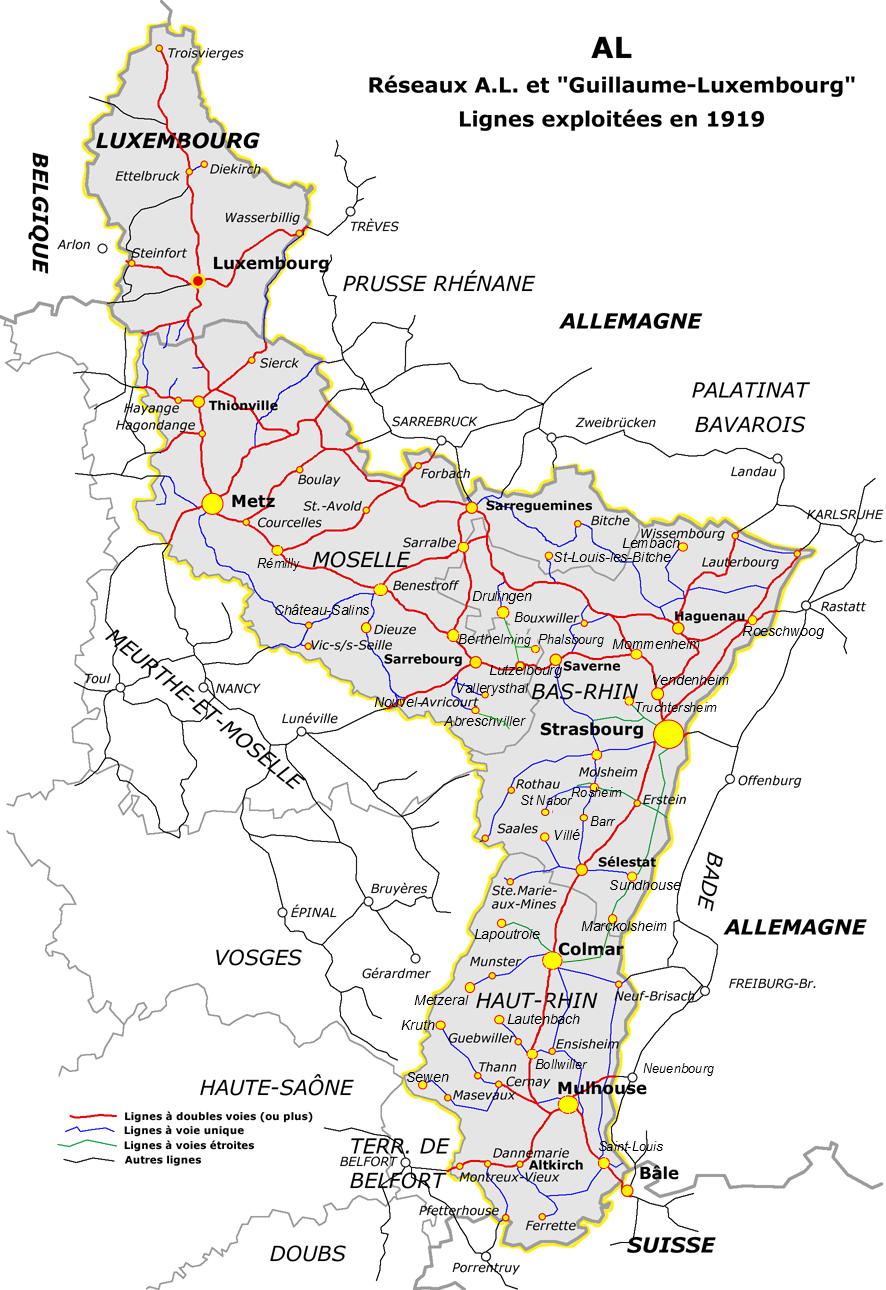
Les réseaux Alsace-Lorraine et Guillaume-Luxembourg en 1919.

Le réseau de l'AL offre, par rapport aux autres réseaux ferroviaires français de la même époque, quelques particularités.
Il comptait (et compte encore aujourd'hui) cinq importants nœuds ferroviaires : Metz (jusqu'à 6 directions, 3 de nos jours), Sarrebourg - Réding (jusqu'à 5 directions, 4 de nos jours), Strasbourg (5 directions), Colmar (jusqu'à 7 directions, 5 de nos jours) et Mulhouse (5 directions).

### Particularités
Entre 1871 et 1946, il revient à l'EL, puis à l'AL l'exploitation du réseau ferroviaire de la Société royale grand-ducale des chemins de fer Guillaume-Luxembourg. Cette gestion sera reprise par la SNCF jusqu'à la création, le 14 mai 1946, de la Société nationale des chemins de fer luxembourgeois (CFL).
Son étendue n'est pas très importante, un peu plus de 2 320 kilomètres en 1937, et ne comporte que peu de lignes principales : Strasbourg - Mulhouse - Bâle (ligne 3), section Strasbourg - Nouvel-Avricourt de la ligne Paris - Strasbourg (ligne 1) et Luxembourg - Metz - Strasbourg (ligne 3 Nord). Le reste du réseau est constitué essentiellement de petites lignes secondaires, souvent en impasse. Les vitesses maximales relevées sont de ce fait peu importantes.
Il en découle un parc vapeur caractéristique avec peu de locomotives de vitesse (type S) et un nombre important de locomotives-tender (type T) mixtes pour trafic voyageurs et marchandises.
Maillon essentiel du chemin de fer en Europe, il est relié aux réseaux ferrés allemand, luxembourgeois, suisse et bien entendu français.

### Sens de circulation des trains et signalisation
Étant constitué sur les bases d'un réseau ferré allemand, il en garde de fortes caractéristiques : signalisation de type unifiée allemande, gabarit plus généreux, matériel pour l'essentiel de conception prussienne.
Les trains roulent du côté droit sur les lignes à double voie en Alsace et en Moselle depuis l'annexion de 1870 alors qu'ailleurs en France, ils roulent du côté gauche. En effet le réseau a été largement construit pendant la période de l'annexion et l'harmonisation ne s'est pas faite après la fin de Première Guerre mondiale car le chantier de transformation aurait été trop coûteux,. Lors de la construction de la ligne à grande vitesse Est, cette pratique est conservée avec des inversions de sens par des sauts-de-mouton, comme au niveau du raccordement de Baudrecourt, mais l'uniformisation des sens de circulation sur le réseau national n'est pas retenue car les avantages qui auraient pu en résulter ont été jugés sans commune mesure avec les investissements considérables qu'il aurait fallu réaliser.
Le réseau disposait d'une signalisation ferroviaire qui lui était spécifique. Adoptée par l'EL en 1907 puis reprise par l'AL, celle-ci perdurera en l'état jusqu'en 1936 date à laquelle fut adoptée le code Verlant mettant en place une signalisation unifiée sur l'ensemble du réseau ferré national mais qui ne fera qu'adapter les signaux mécaniques existant. La modernisation enclenchée dans les décennies suivantes avec l'apparition des signaux lumineux supprime progressivement l'ancienne signalisation.
La différence de conception entre la signalisation ferroviaire des voies ferrées allemandes et françaises (ces dernières inspirées par les anglaises) est liée au sens de circulation des trains sur les lignes à double voie (ou au niveau des voies d'évitement).
Par exemple, les signaux sont posés dans le sens "lisible" du côté où roulent les trains.
Considérant qu'à l'époque il y avait sans doute d'autres priorités, les autorités ont donc préféré laisser les choses telles quelles et installer des dispositifs spécifiques sur les quelques points d'interconnexion entre les deux réseaux : sauts-de-mouton entre Audun et Fontoy sur la ligne Longuyon-Thionville, à Rombas sur la ligne Conflans-Jarny - Hagondange, entre Metz et Ars-sur-Moselle, près de Imling entre Héming et Sarrebourg ou rebroussement et changement de côté dès Mulhouse vers Belfort (il y avait un saut-de-mouton à Illfurth sur la ligne Belfort-Mulhouse). La LGV Est change de sens à Vendenheim et il y a un saut-de-mouton dans le raccordement à double voie de Baudrecourt.

### Les gares
Il ne reste que peu de gares datant de l'époque de la Compagnie du chemin de fer de Strasbourg à Bâle. Celles-ci comportaient le plus souvent un étage et des ouvertures arrondies. Elles étaient réalisées en maçonnerie.
Les gares édifiées par la Compagnie du chemin de fer de Paris à Strasbourg sont assez classiques. Elles disposent généralement d'un corps central, avec un étage, encadré par une ou deux ailes et sont réalisées en maçonnerie et pierres de taille.
Les bâtiments des chemins de fer impériaux d'Alsace-Lorraine, essentiellement les gares, ont fait l'objet d'une conception particulièrement soignée : ils étaient « l'image et la vitrine » de l'Empire allemand aux portes de la France. Il en résulte un style caractéristique empreint de néo-classique et d'influences néo-roman et néo-renaissance ainsi que des gares monumentales.
Peu de nouvelles gares sont mises en service par les chemins de fer d'Alsace et de Lorraine. Citons tout de même la nouvelle gare de Sarrebourg, débutée en 1911 par les chemins de fer impériaux d'Alsace-Lorraine et achevée lors du retour à la France, de type "manoir" et d'inspiration néo-classique ainsi que la monumentale nouvelle gare de Mulhouse-Ville inaugurée en 1932.
Les bâtiments reconstruits par la SNCF après la Seconde Guerre mondiale sont d'un style purement fonctionnel. Remarquons les gares de Ribeauvillé et d'Ostheim - Beblenheim de style régionaliste.

#### La gare «standard»
À partir de l'annexion de 1871, la politique ferroviaire de l'Empire allemand aboutit à l'accès de nombreuses communes, quelle que soit leur taille et leur population, au transport par train. De nombreuses gares sont construites ou reconstruites, parfois l'administration allemande poursuivra la mise en place de gares déjà amorcée par la France auparavant comme à Sarreguemines. Environ 350 gares et haltes ont été construites par les chemins de fer impériaux d'Alsace-Lorraine.
Malgré des différences d'envergure, de lieu et d'époque, les gares « impériales » allemandes en Alsace-Moselle sont très reconnaissables, leur apparence standardisée tend à montrer une image de la modernité industrielle. Le bâtiment voyageurs est bâti en pierres de taille ou en grès des Vosges. Parfois munie d'un grand porche, la gare est quasi-constamment flanquée d'une tour-horloge rectangulaire surnommée « donjon ».
Les gares construites vers la fin de la période du Reichsland, aux alentours de 1910, sont plus éclectiques. Les gares de Drulingen et de Hausbergen sont de style régionaliste tandis que les gares d'Erstein, de Saint-Louis et de Strasbourg-Cronenbourg sont de type "manoir".

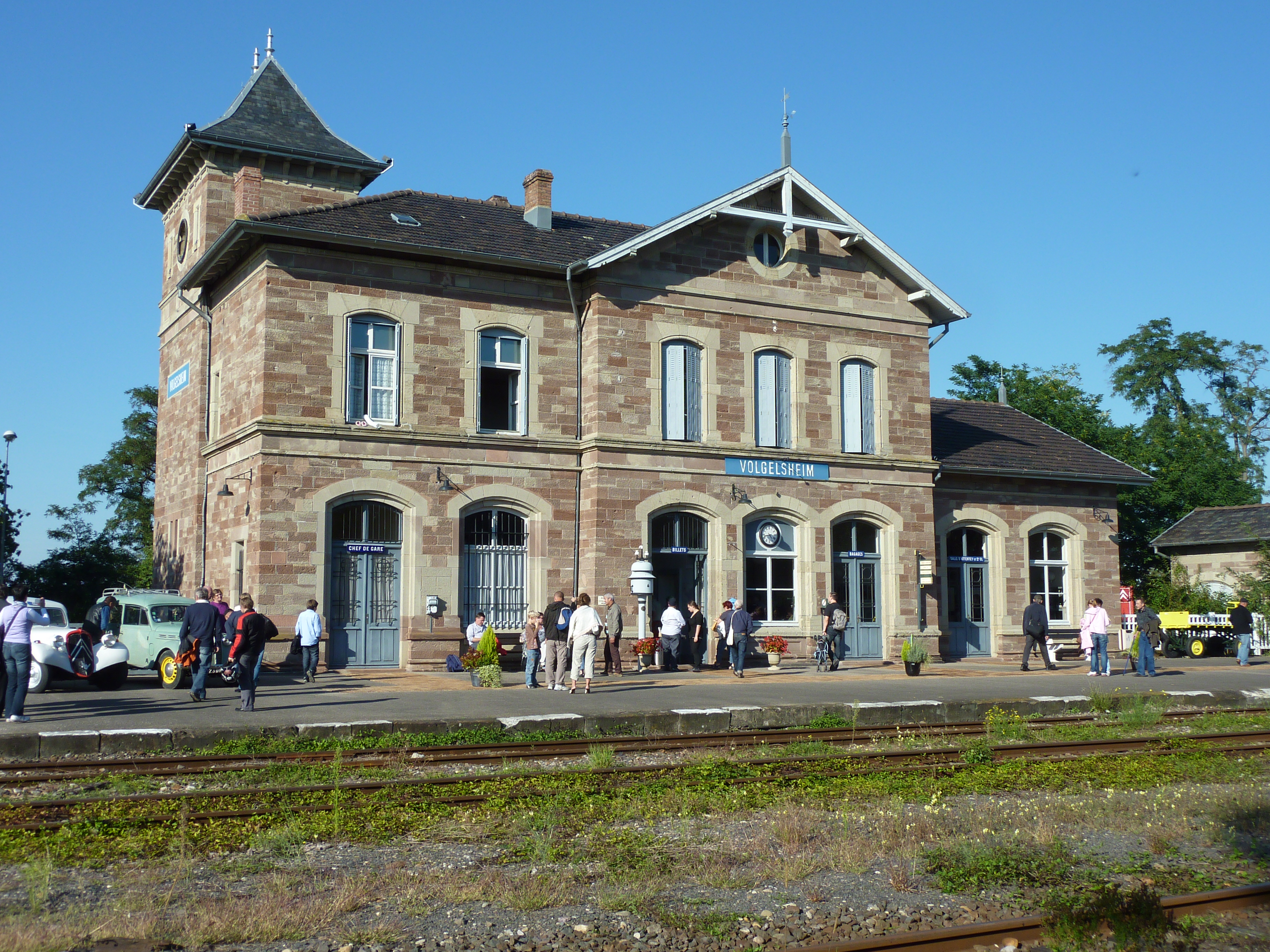
La gare de Volgelsheim, gare-tour typique de l'architecture EL.
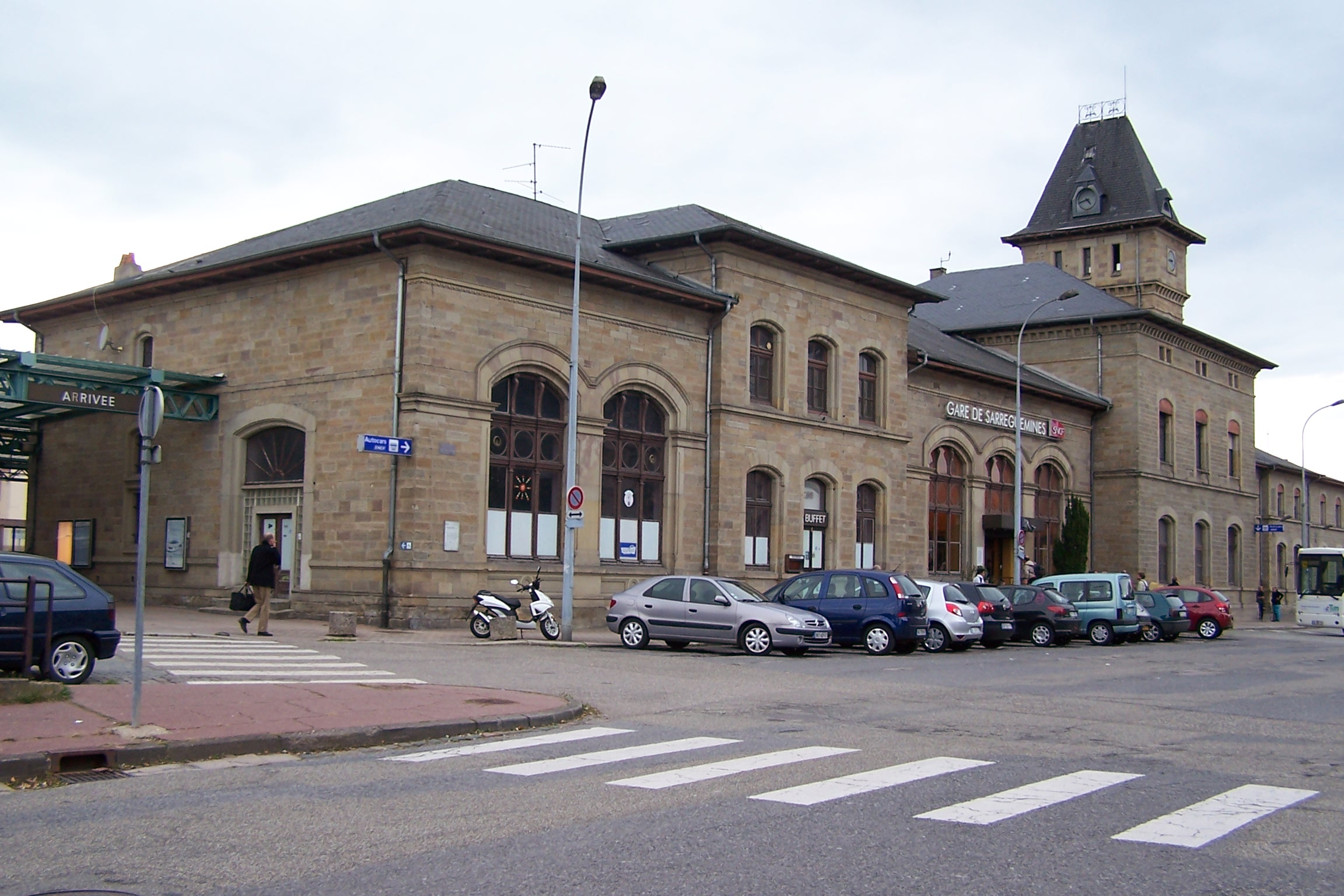
Le bâtiment voyageurs de la gare de Sarreguemines construit entre 1872 et 1874.
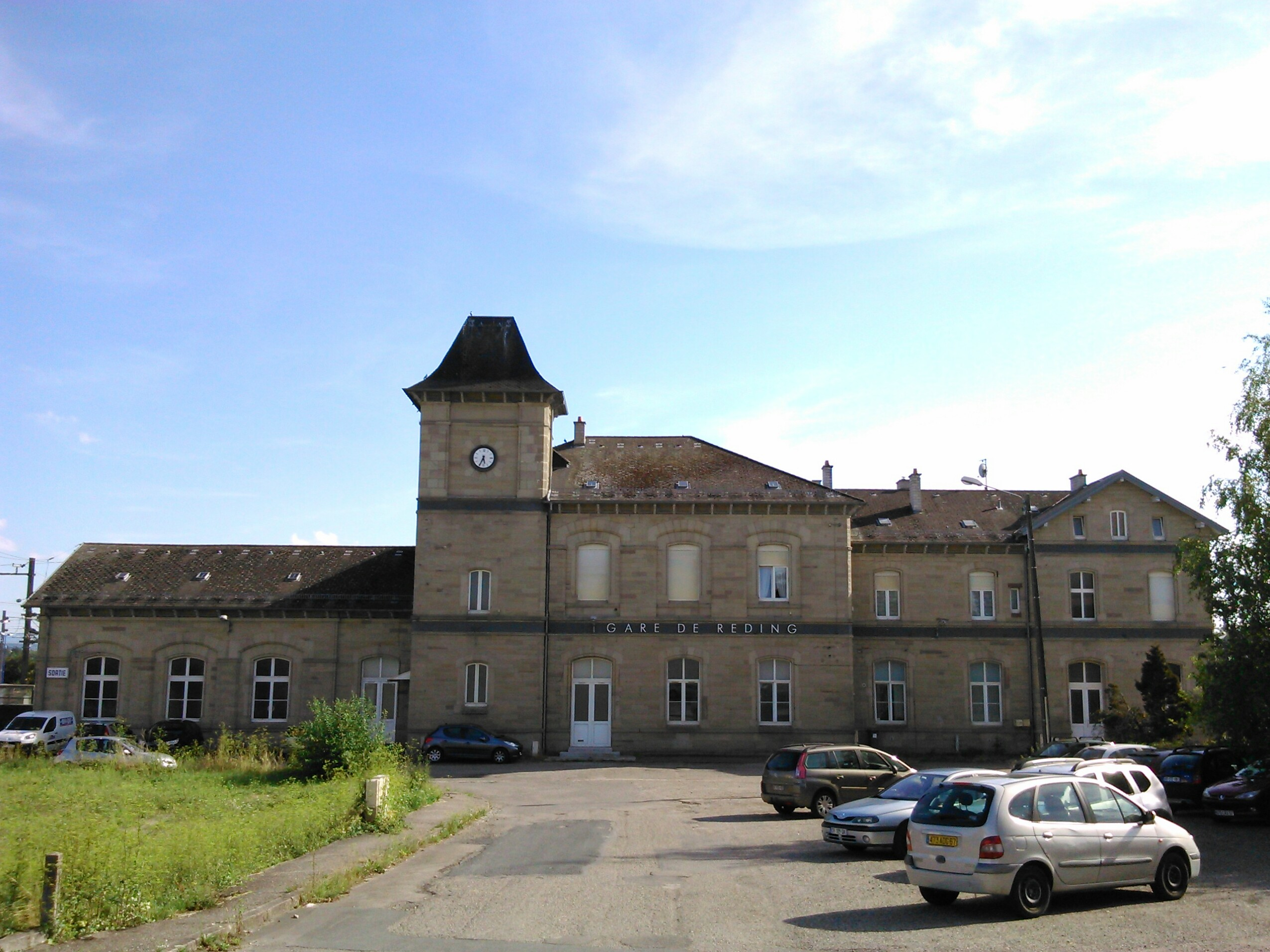
La gare de Réding construite en 1877 est une importante gare de bifurcation.
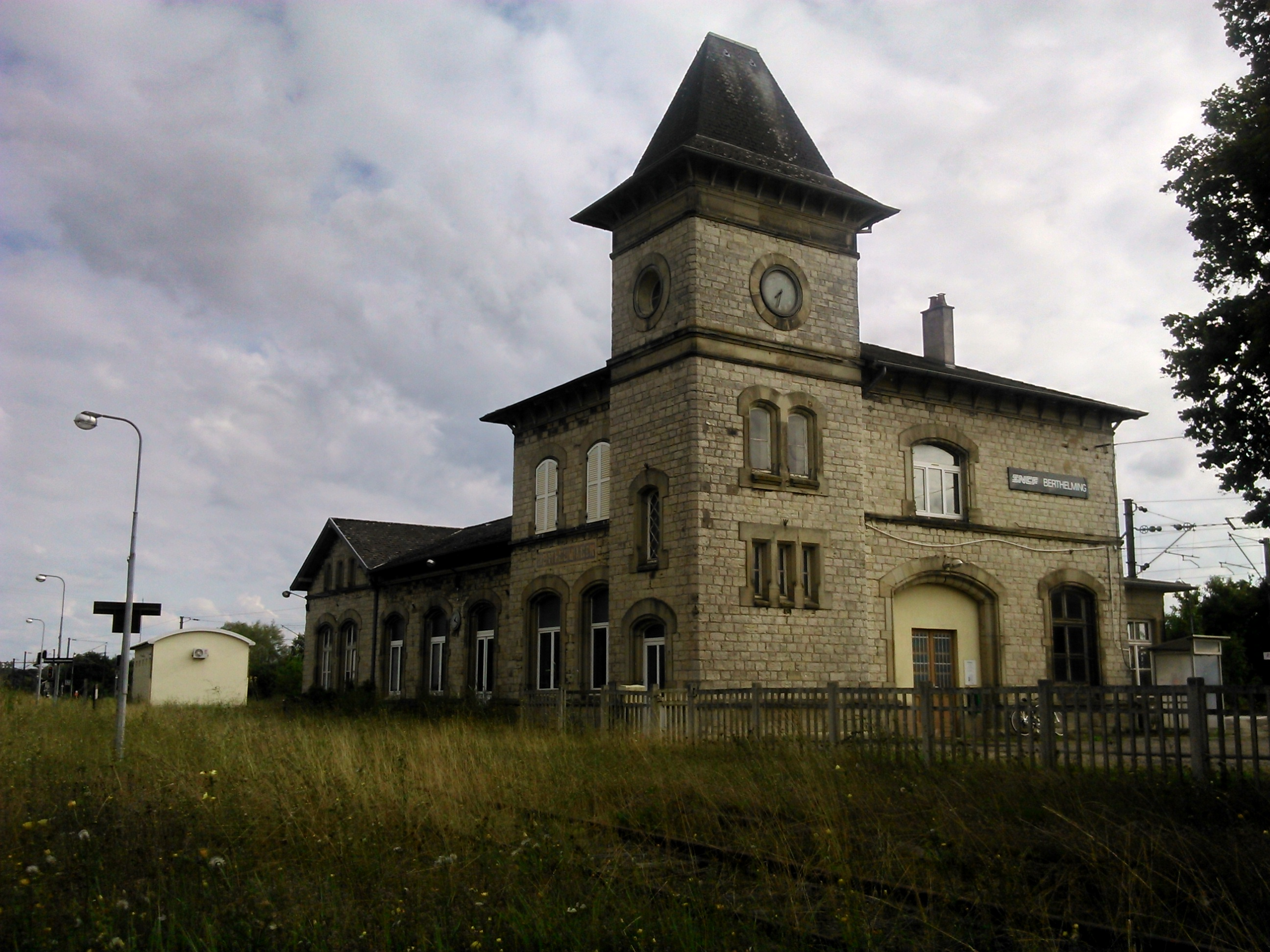
Autre gare de bifurcation à Berthelming.
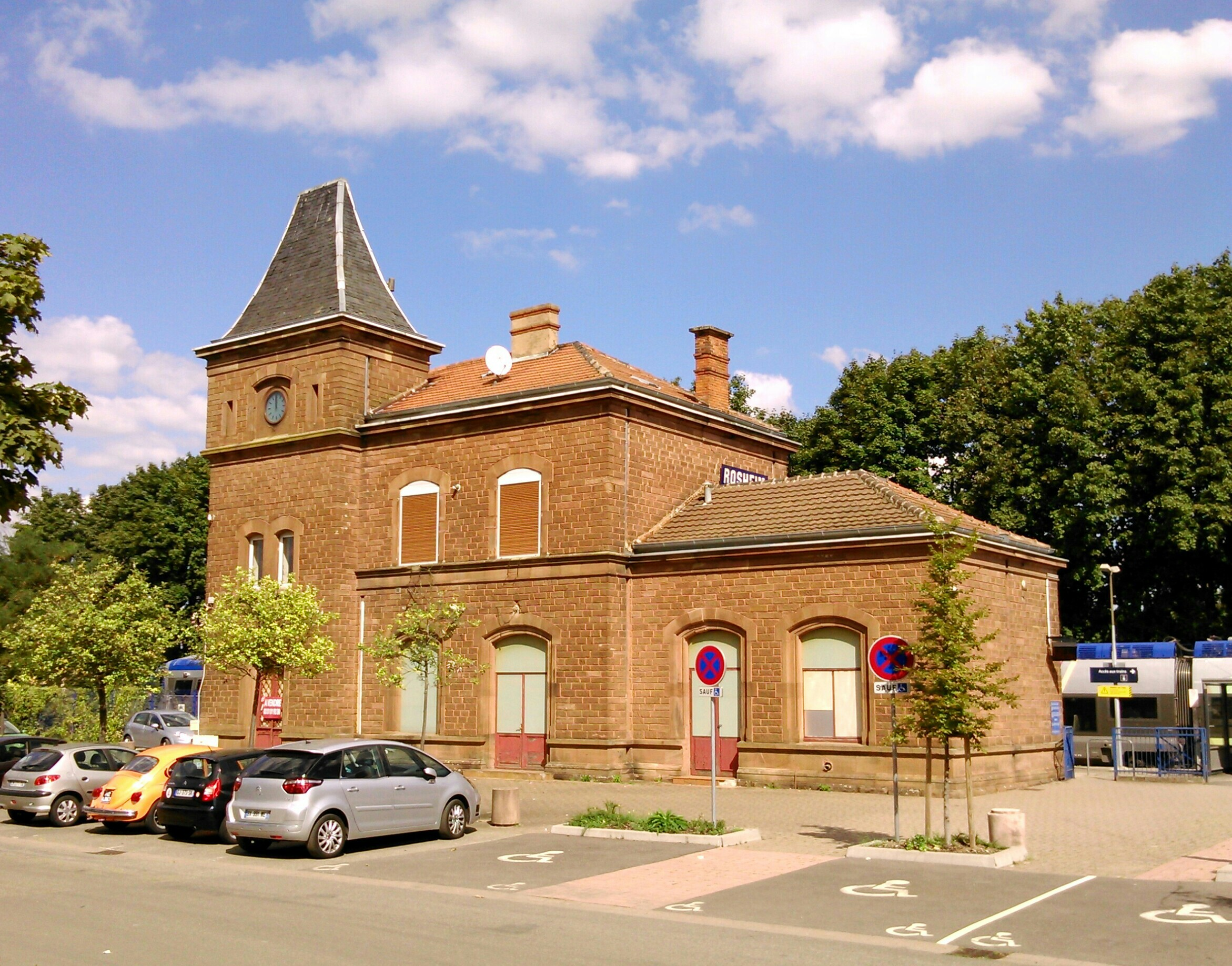
La gare de Rosheim construite en grès rose.
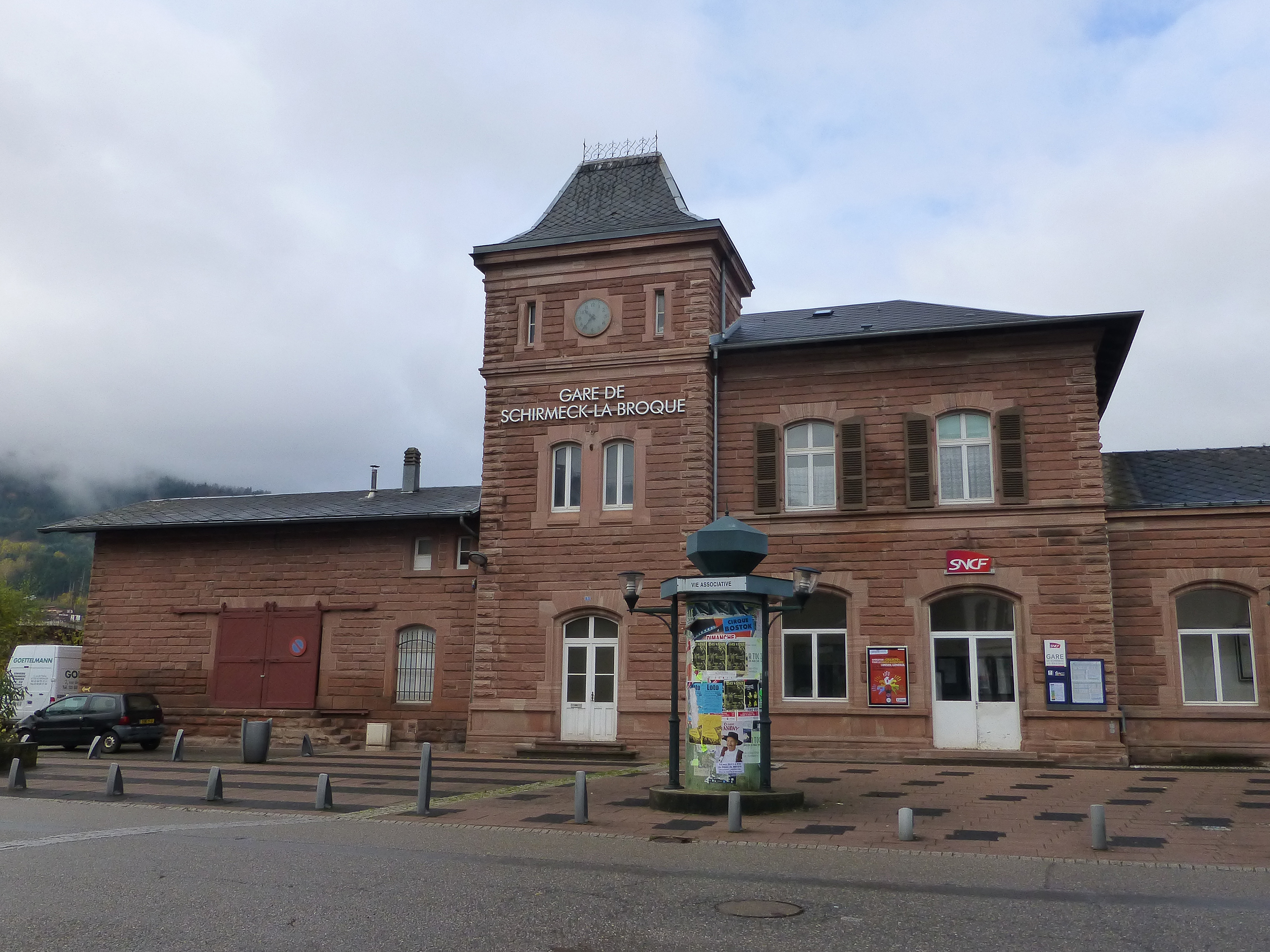
Dans le massif des Vosges, la gare de Schirmeck - La Broque.
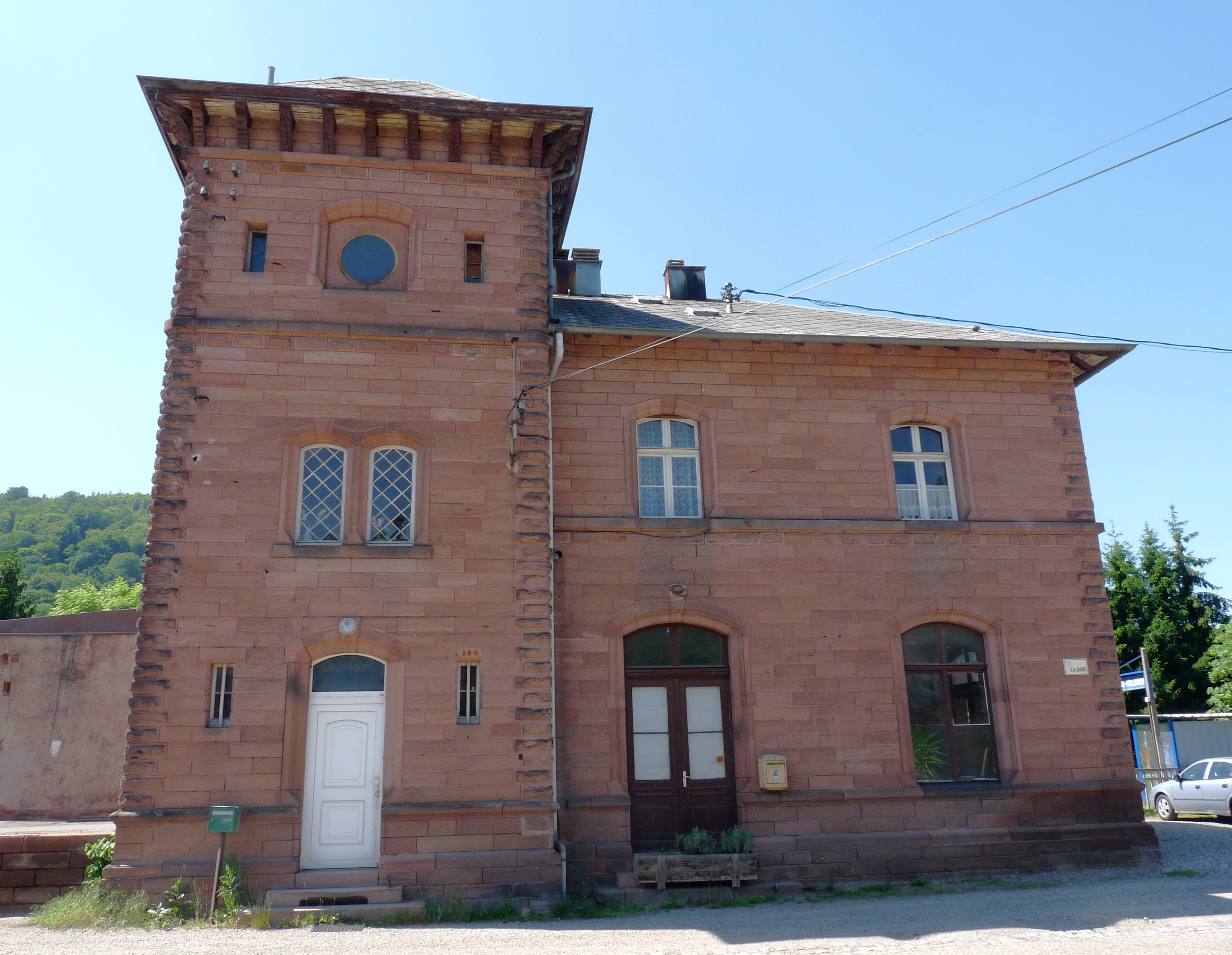
La petite gare de campagne de Heiligenberg - Mollkirch.
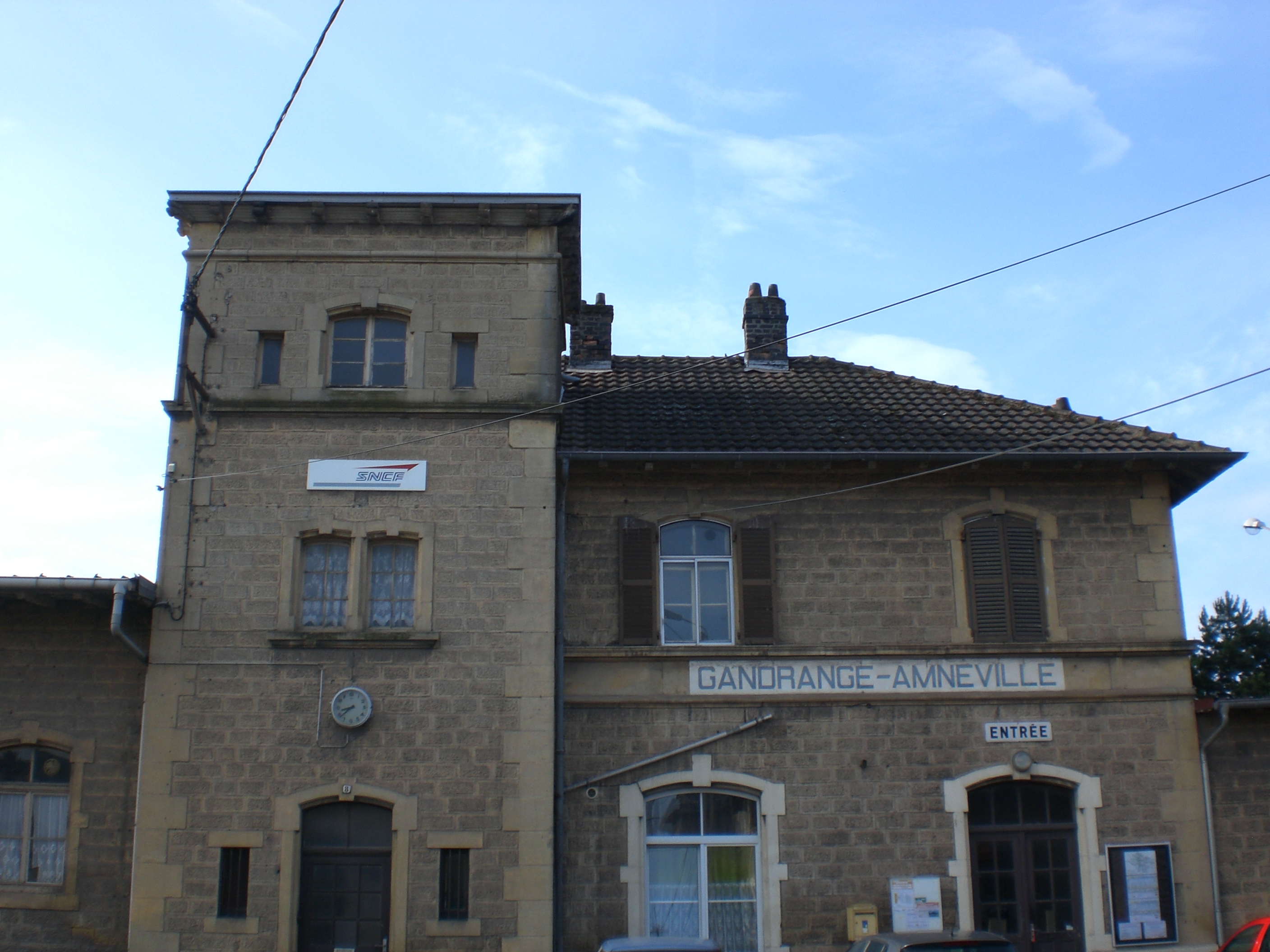
Autre "modèle réduit" à Gandrage - Amnéville.
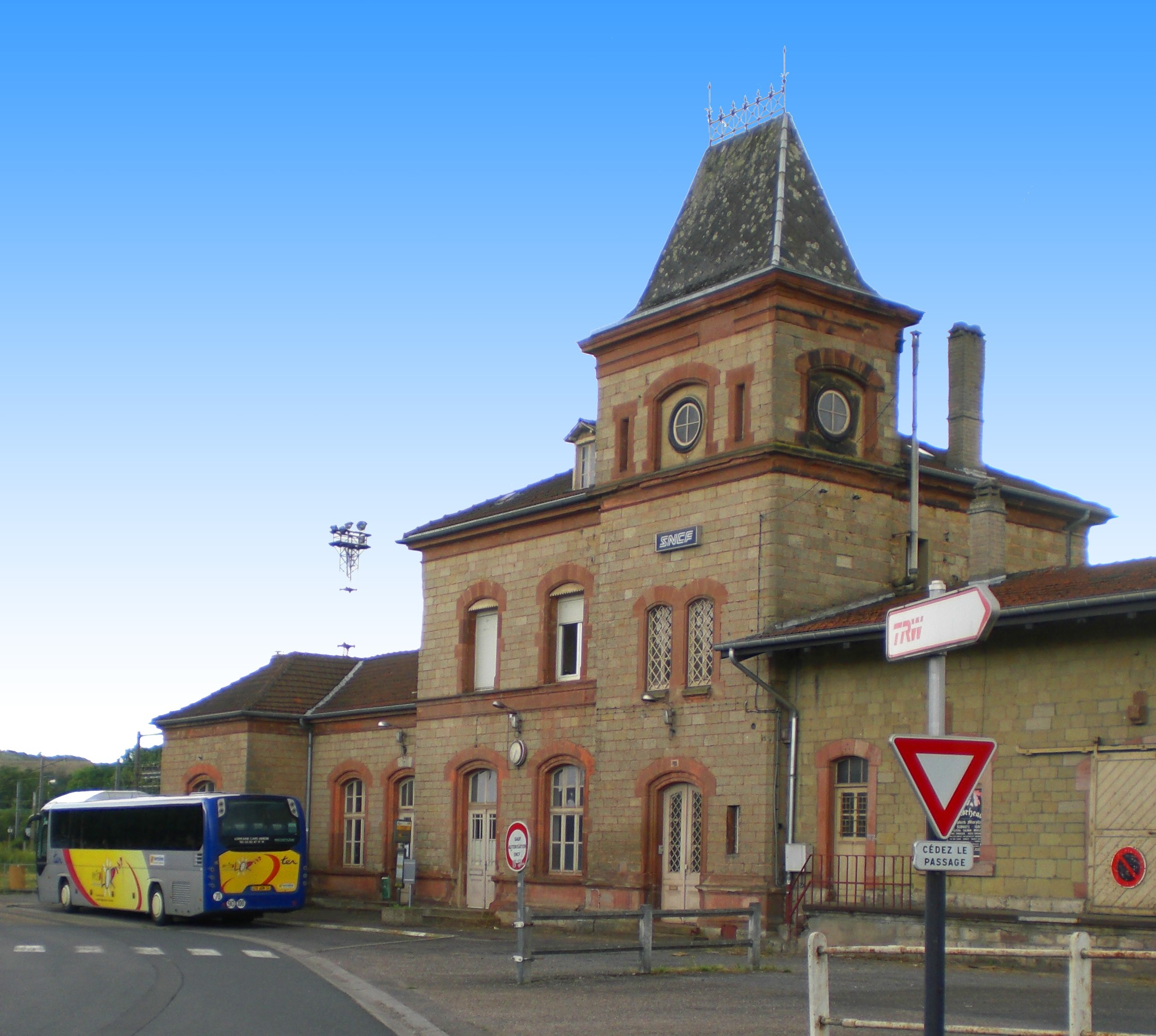
La gare de Bouzonville, on remarque l'encadrement particulier des fenêtres et portes.
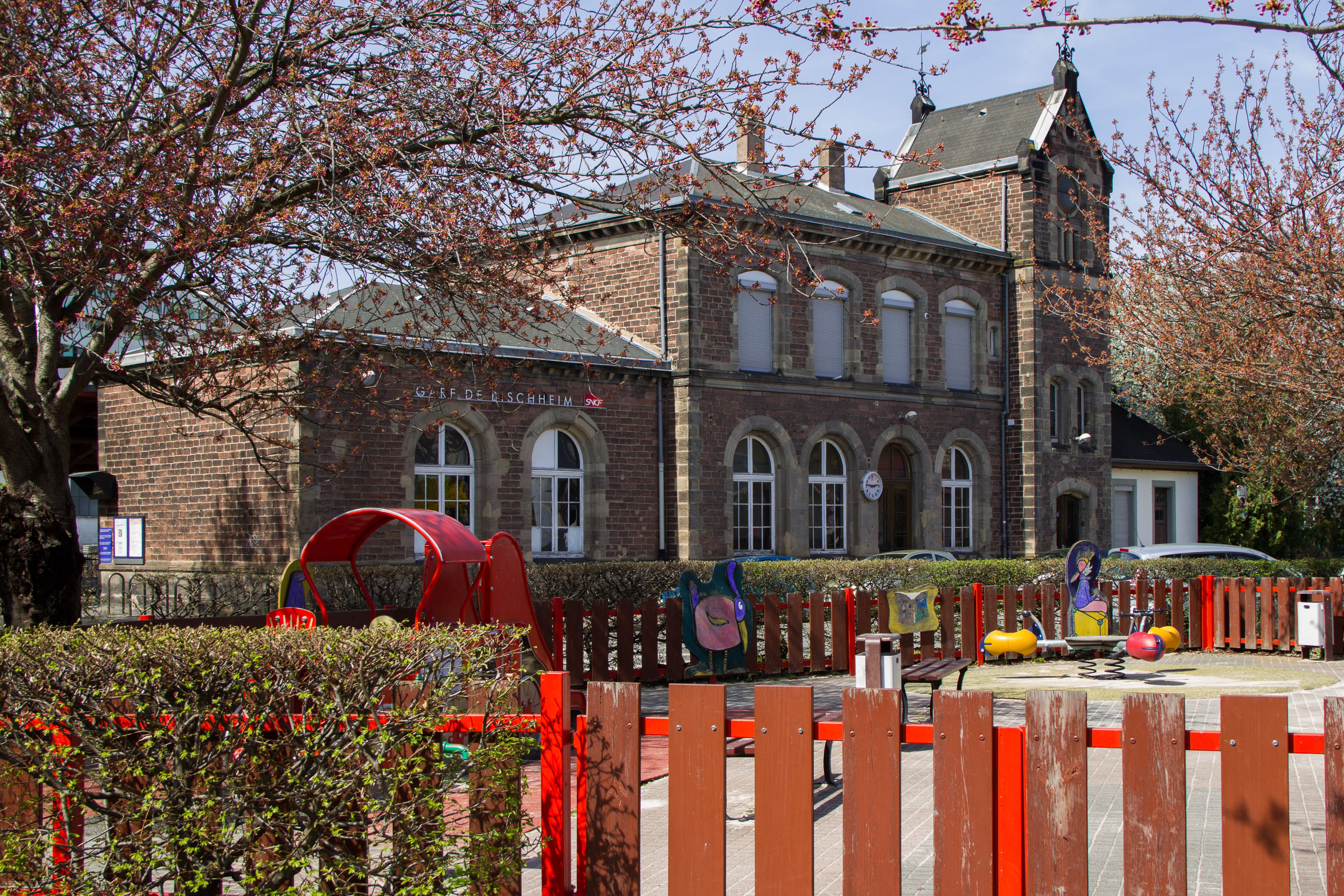
La tour de certaines gares, ici celle de Bischheim, est parfois différente de l'habituel "donjon".
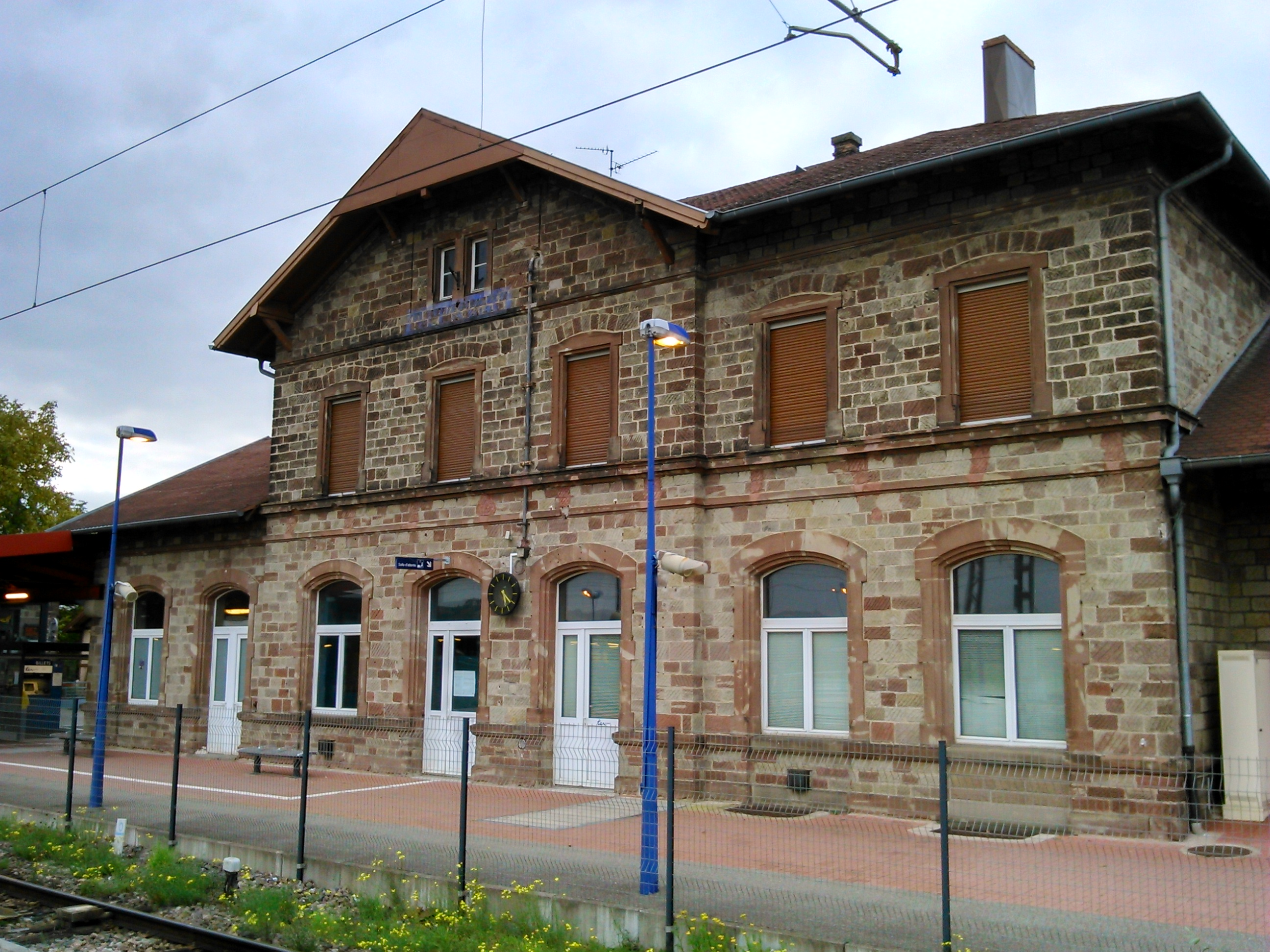
La nouvelle gare de Mommenheim, construite en grès mais sans tour-horloge.
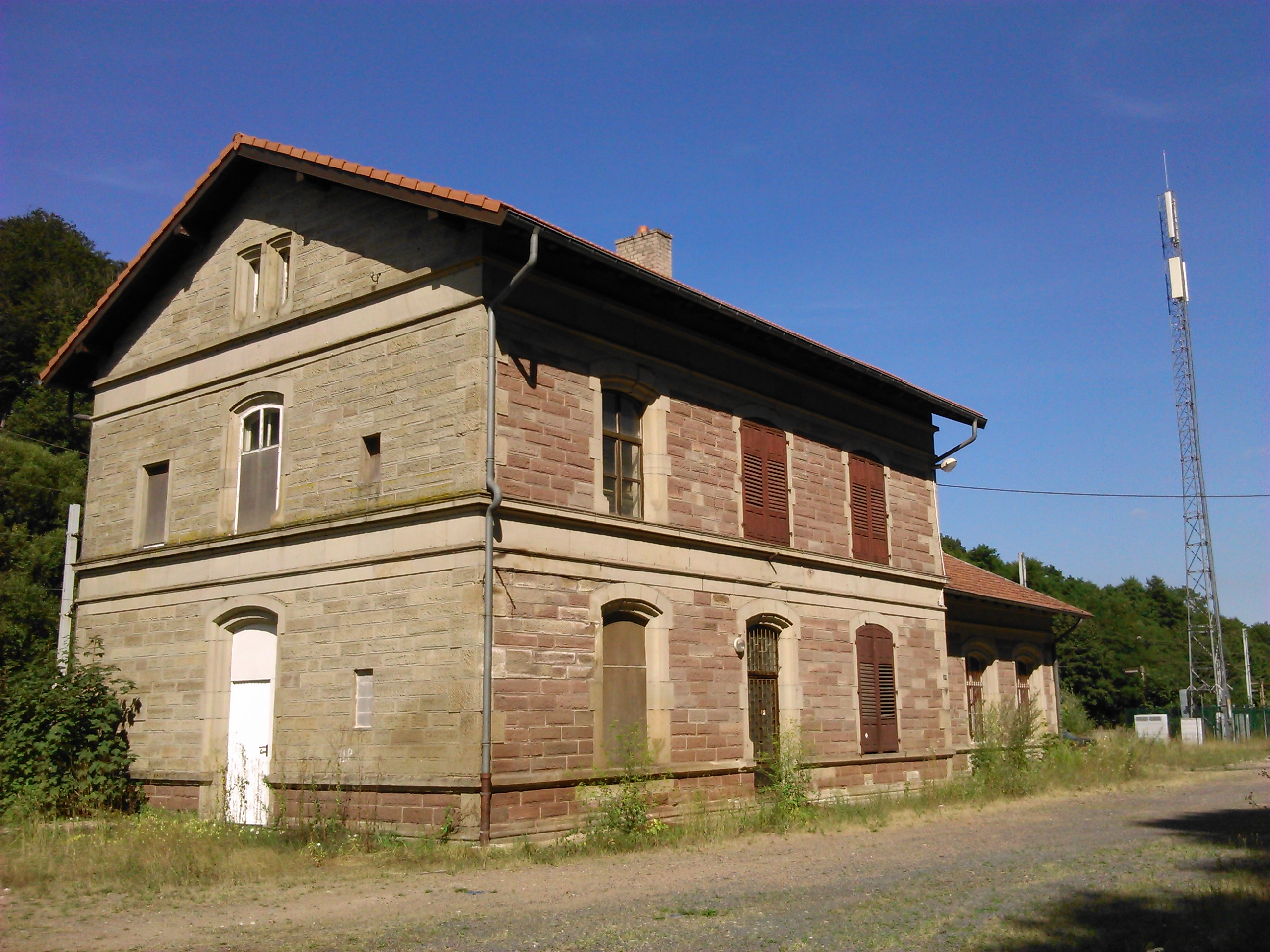
La petite gare d'Arzviller dans la traversée des Vosges.

#### Les gares monumentales
Les villes les plus importantes du Reichsland se voient munies de gares beaucoup plus impressionnantes et singulières. Dessinées par des architectes de renom, elles répondent aux exigences de leur temps. En 1878, à Strasbourg, ce sont la modernité et l'espace qui priment, avec un style néo-renaissance plutôt européen, tandis que trente ans plus tard, sous Guillaume II, à Metz, c'est la germanisation de la ville qui est aussi mise en avant avec un style néo-roman rhénan affiché. De son côté, la gare de Colmar, avec son style néo-renaissance en briques rouges, fait écho à celle de Gdańsk (alors Dantzig) à l'autre bout de l'empire et construite quelques années plus tôt.

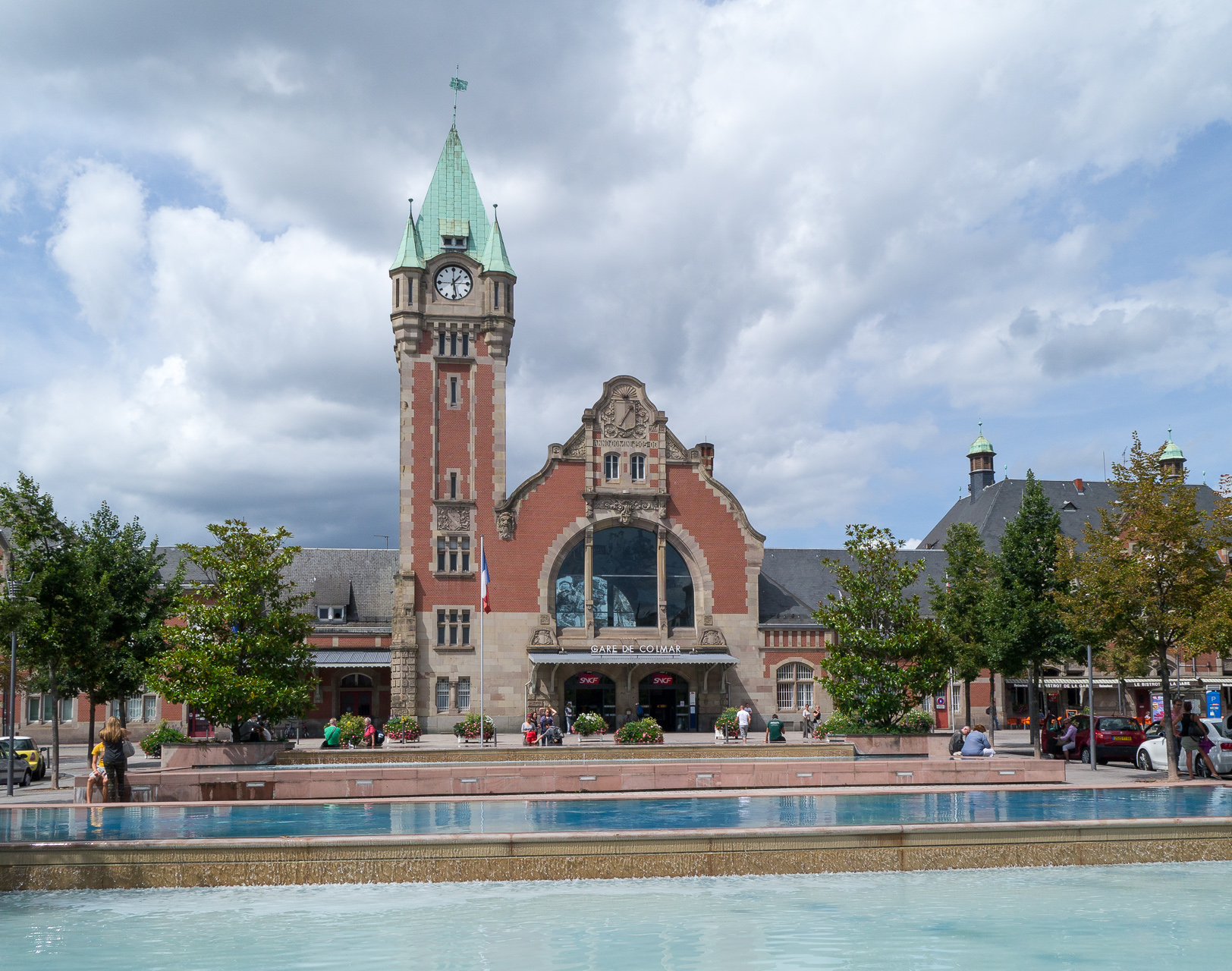
La gare de Colmar.
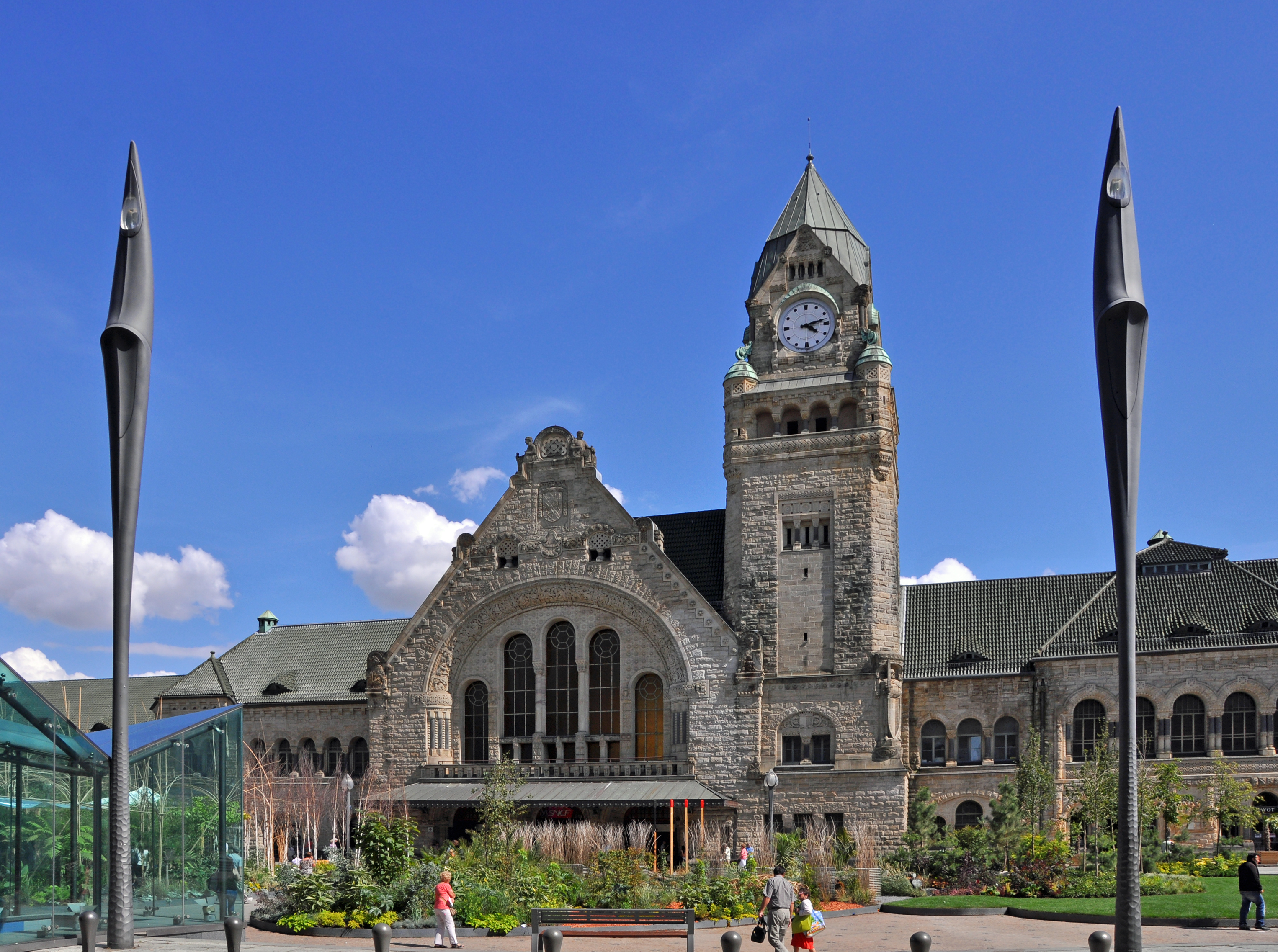
La gare de Metz-Ville.
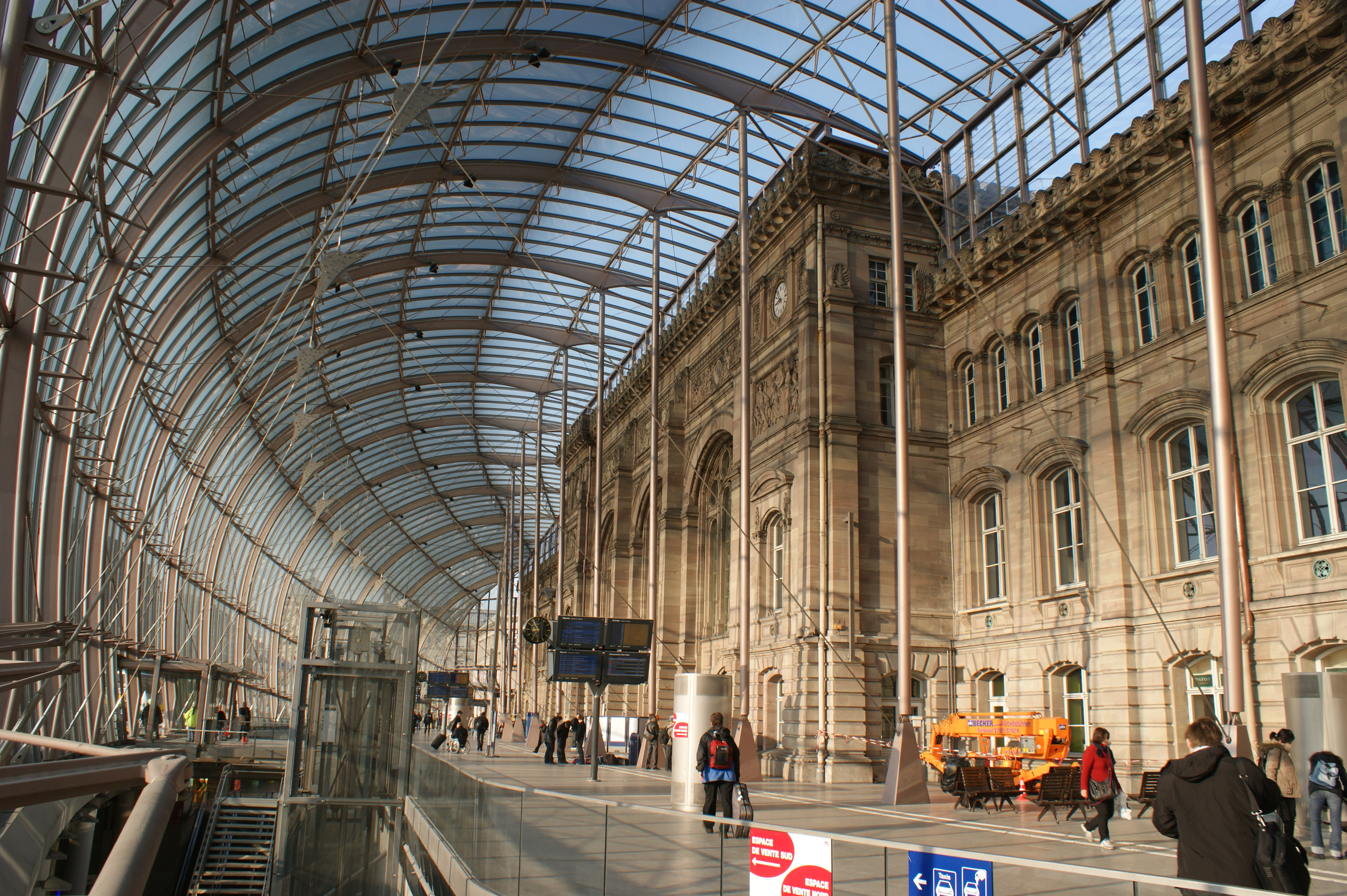
La gare de Strasbourg-Ville.

Les installations annexes comme les postes d'aiguillage, rotondes, gares aux marchandises et châteaux d'eau bénéficient également d'une conception remarquable. Ces gares centrales étant souvent les têtes de pont d'un important nœud ferroviaire urbain, on compte de multiples haltes de moindre envergure, triages ou gares aux marchandises : plus de cinq à Strasbourg et à Metz. Leur conception également est souvent plus singulière que les gares impériales du réseau alsacien-lorrain mais la plupart du temps en lien avec la gare centrale.

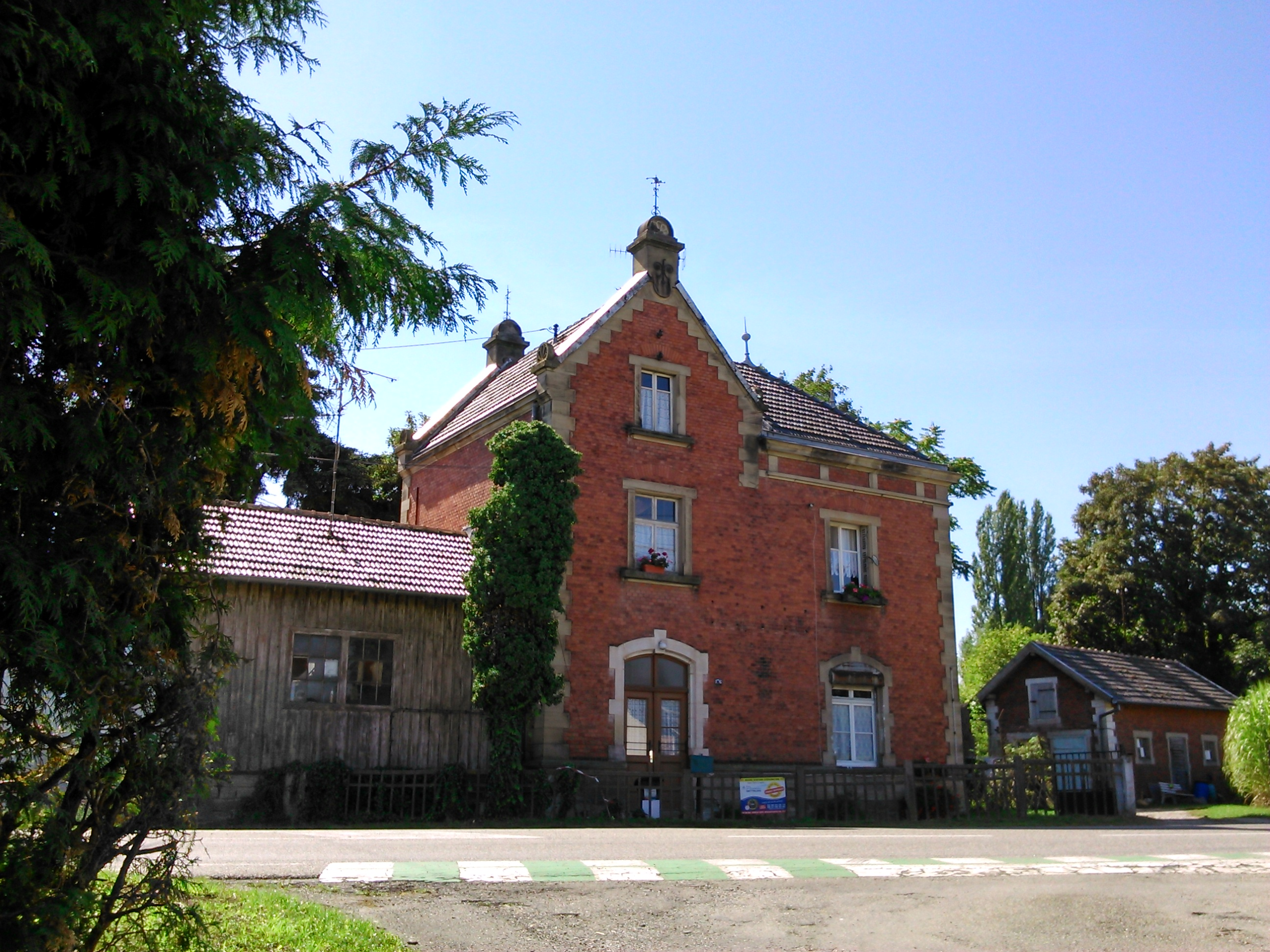
La gare de Colmar-Sud.
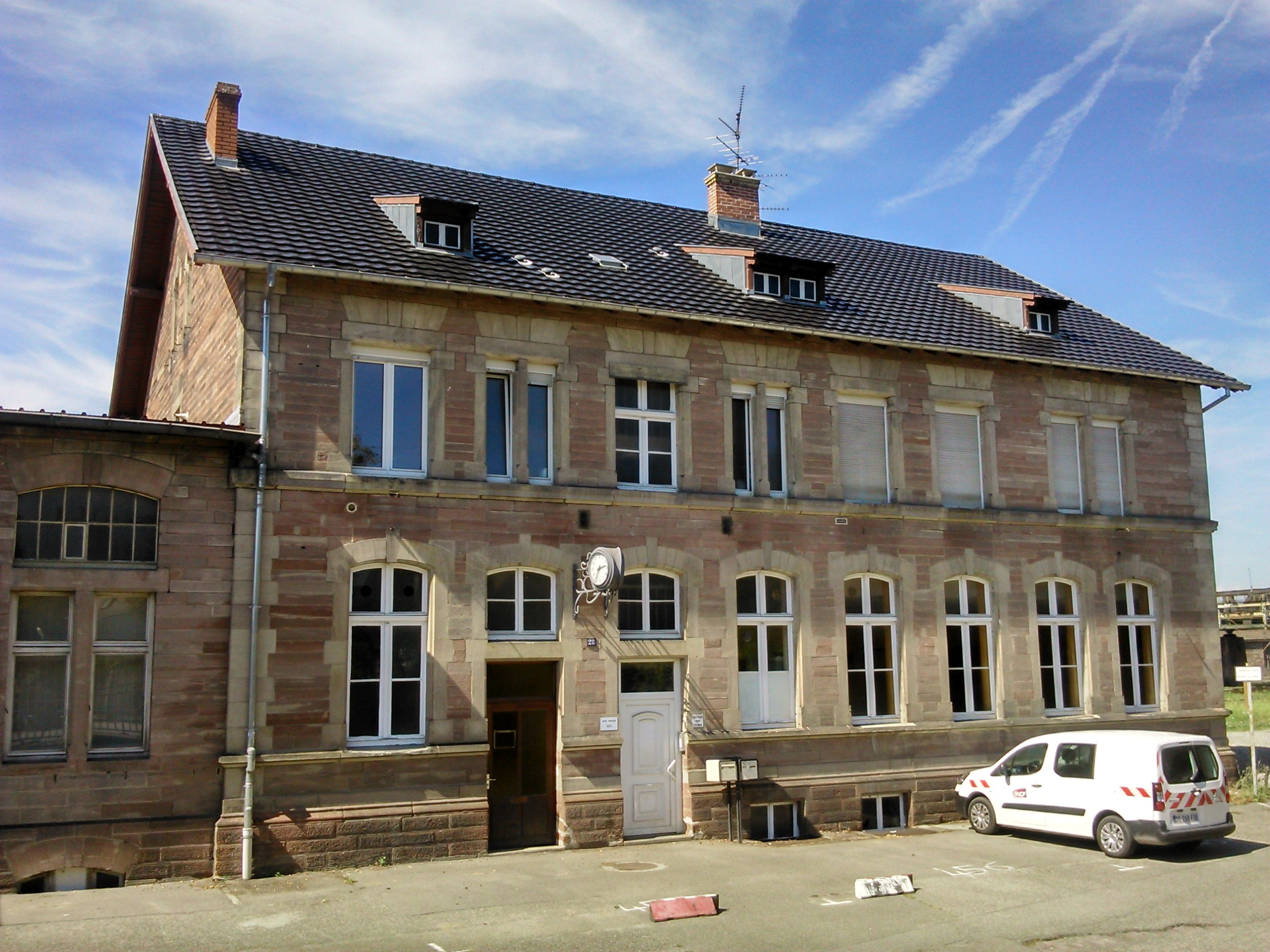
La gare aux marchandises de Colmar.
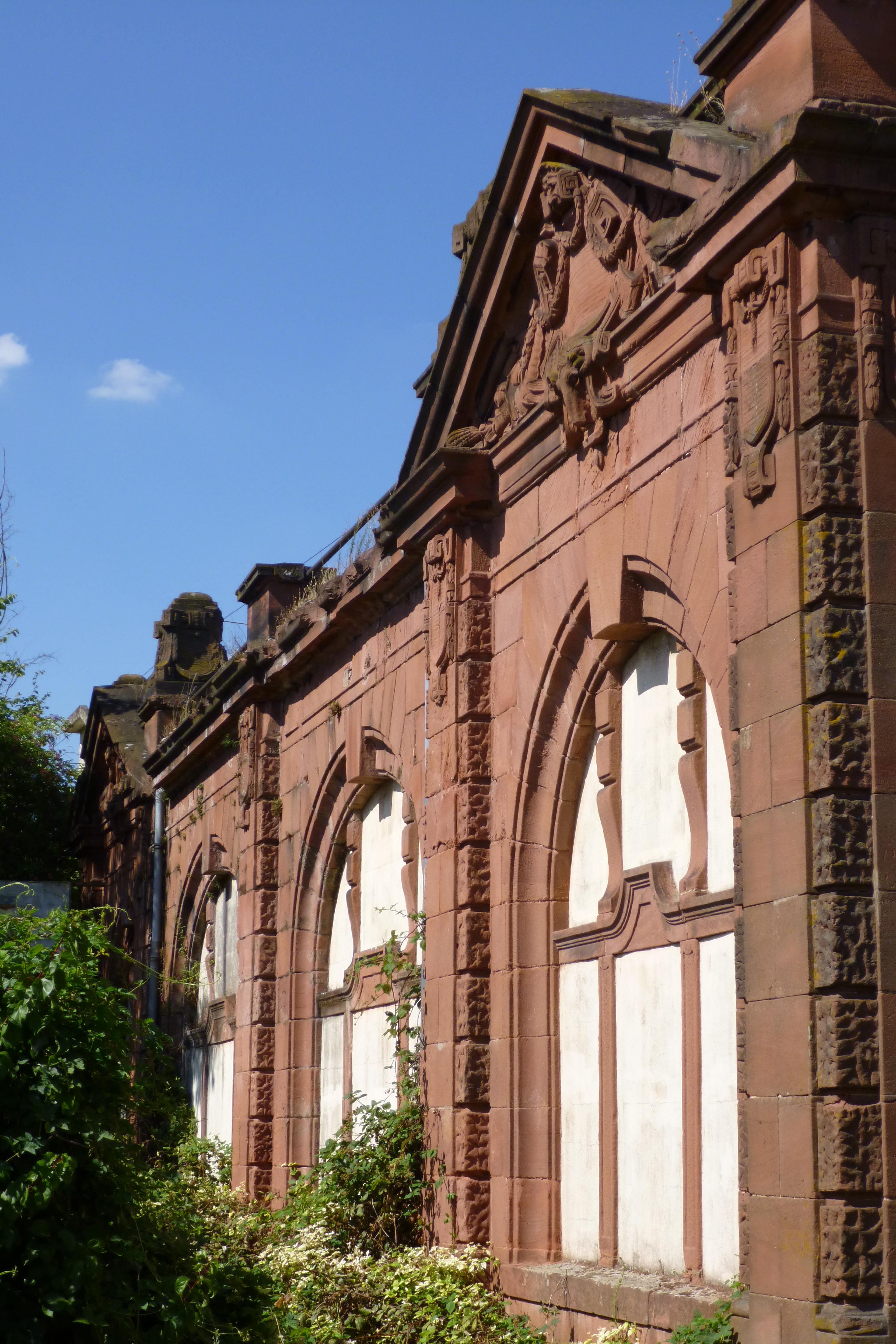
La gare désaffectée de Metz-Chambière.
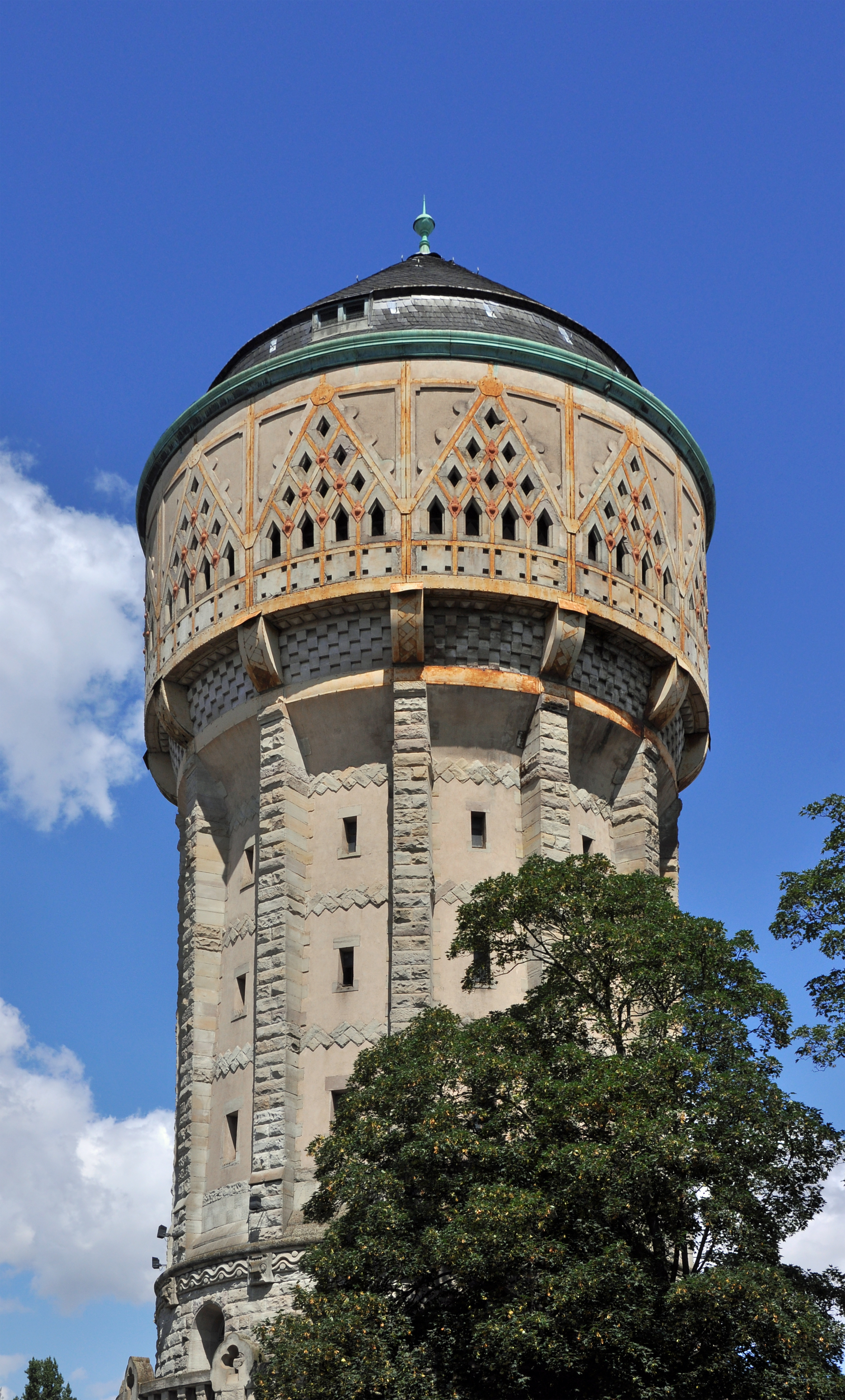
Château d'eau de la gare de Metz-Ville.
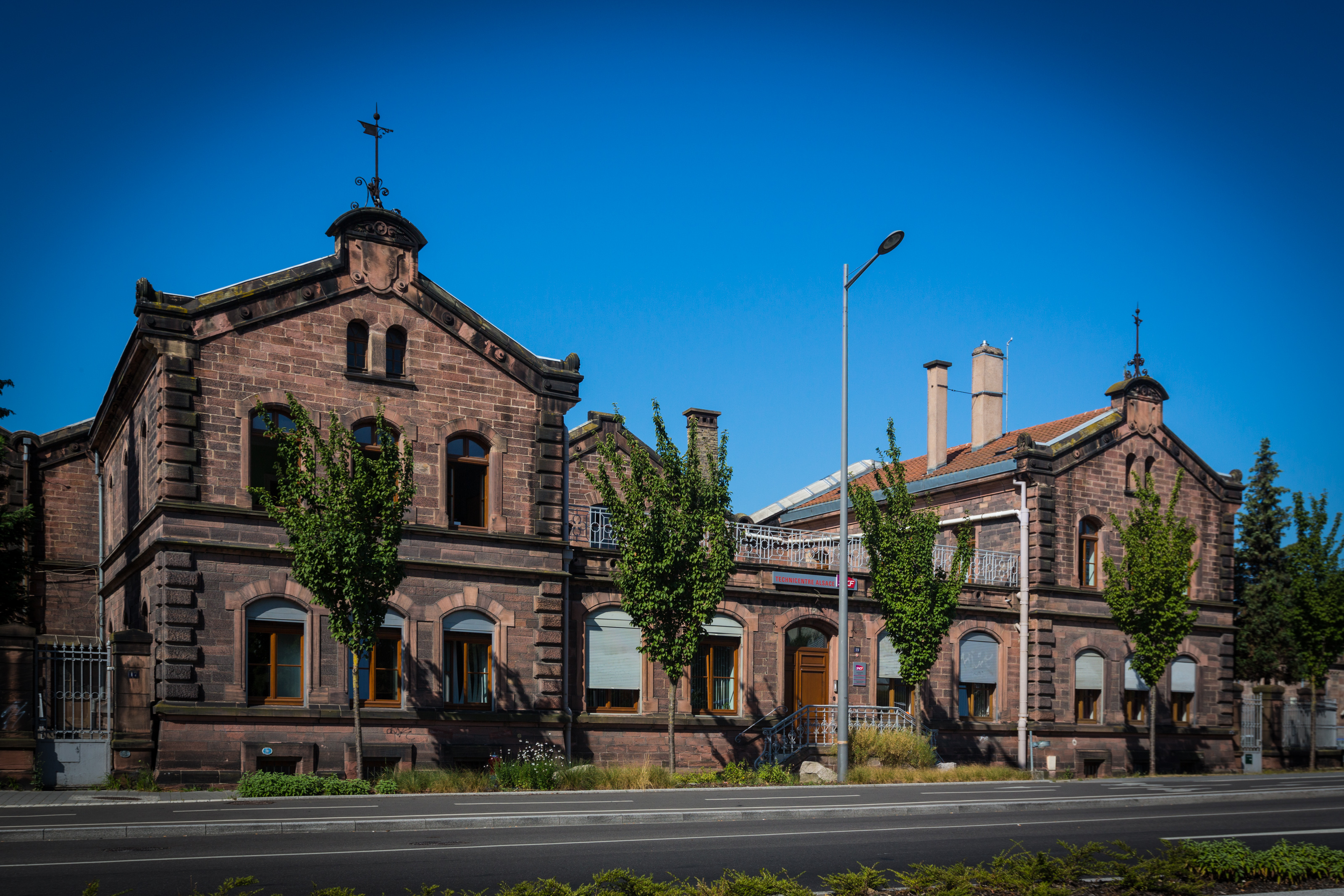
La gare basse de Strasbourg.
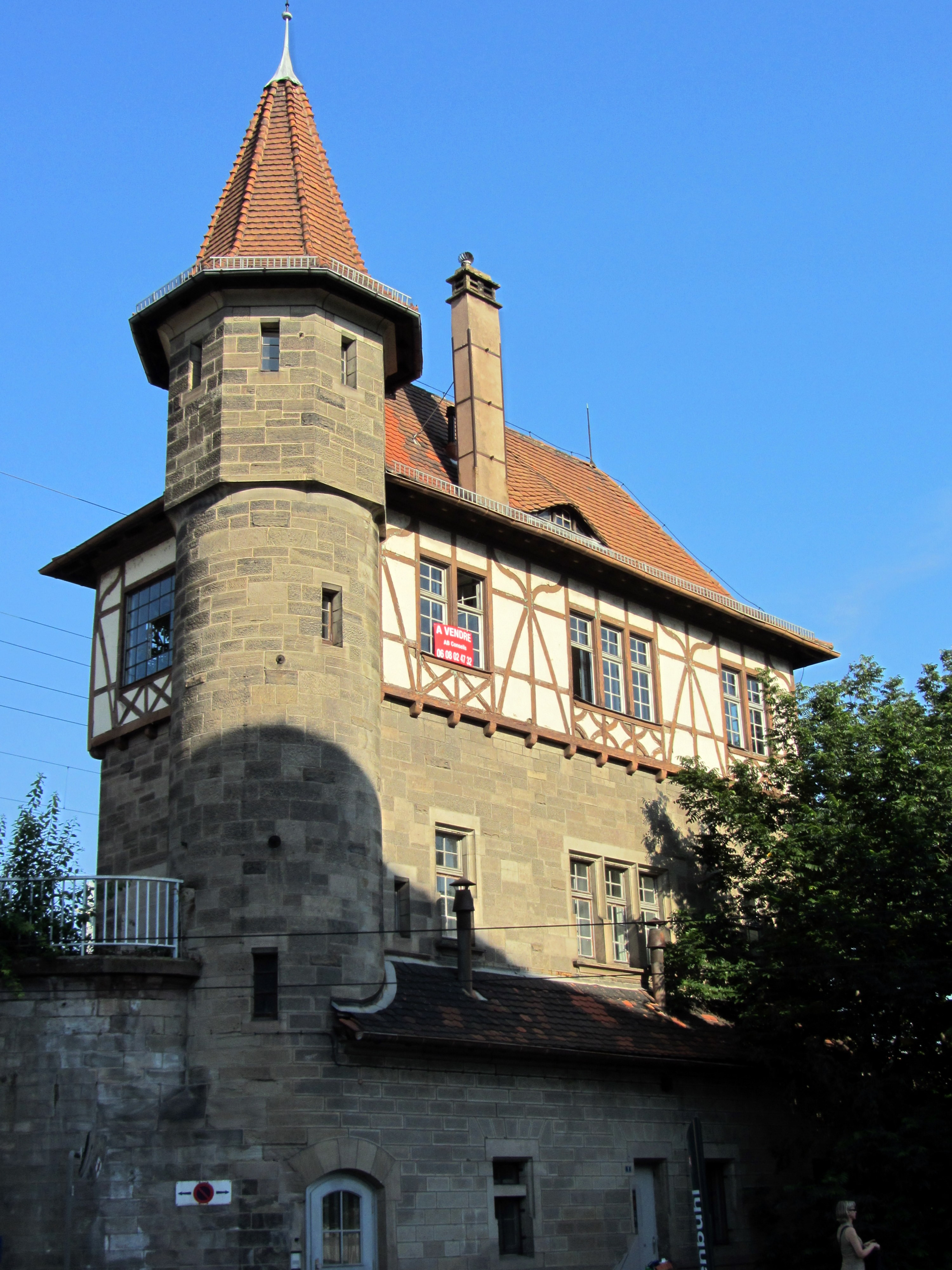
Ancien poste d'aiguillage du Krimmeri à Strasbourg.
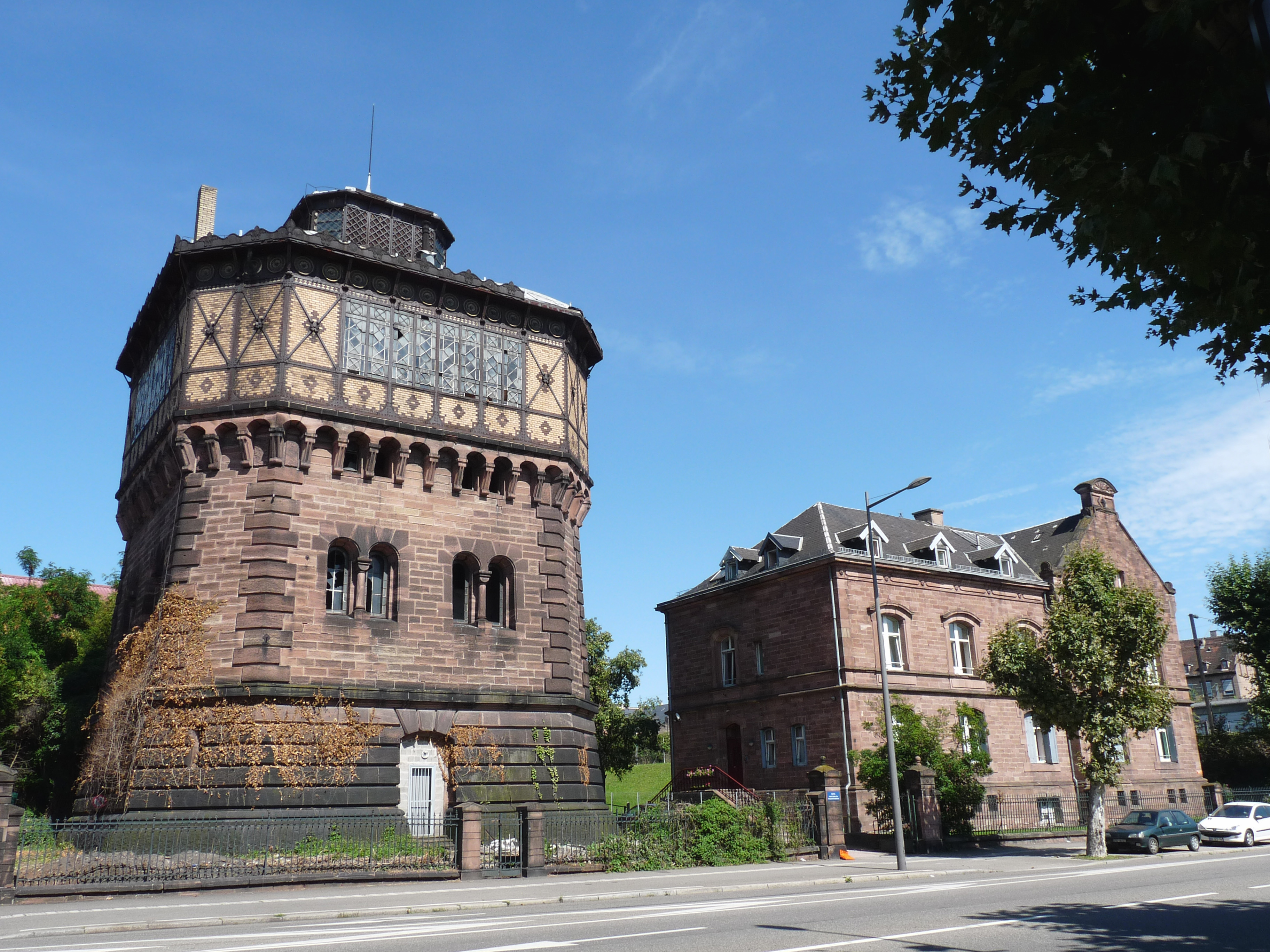
Château d'eau de la gare de Strasbourg-Ville.

#### Les gares frontières
À l'époque du Reichsland, tous les trains français avaient pour terminus la monumentale gare frontière de Nouvel-Avricourt (à l'époque Deutsch-Avricourt), en Moselle, ou un changement de train s'avérait nécessaire. Une autre gare frontière importante était celle de Montreux-Vieux dans le Haut-Rhin. Enfin, la gare frontière de Chambrey, sur la ligne aujourd'hui déclassée et déposée reliant Nancy à Château-Salins, était également remarquable malgré sa taille plus modeste. Une autre gare frontière, de moindre importance, était celle d'Amanvillers sur la ligne aujourd'hui partiellement déclassée de Conflans - Jarny à Metz. Cette dernière gare fut détruite durant la Seconde Guerre mondiale.

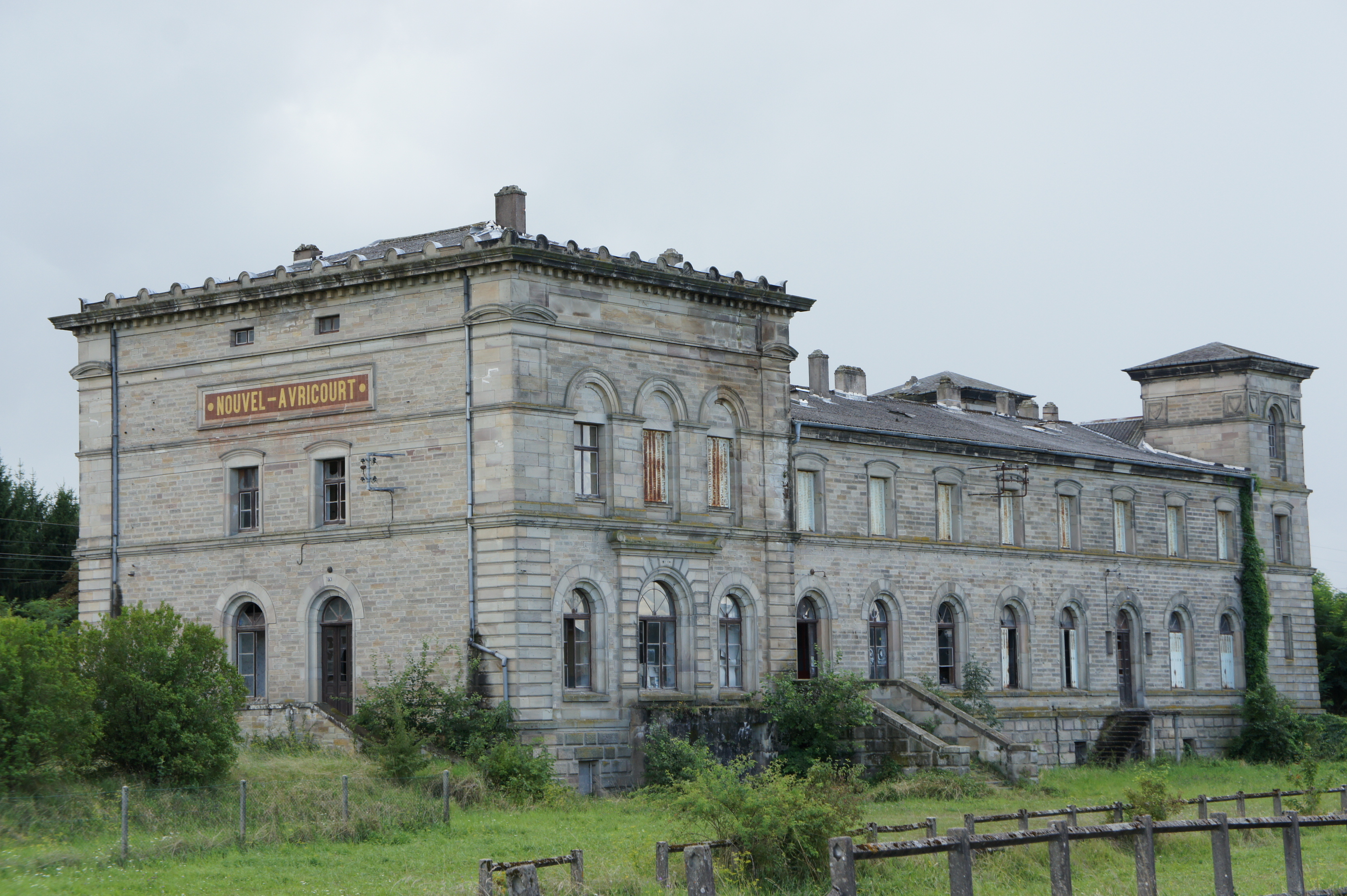
La gare de Nouvel-Avricourt, aujourd'hui désaffectée.
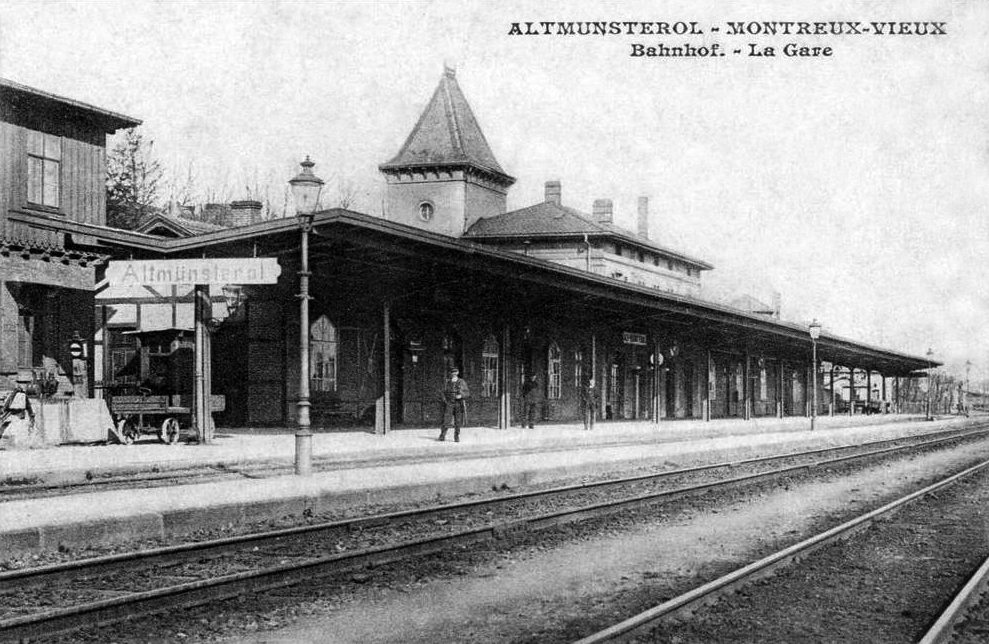
La gare de Montreux-Vieux au début du XXe siècle.
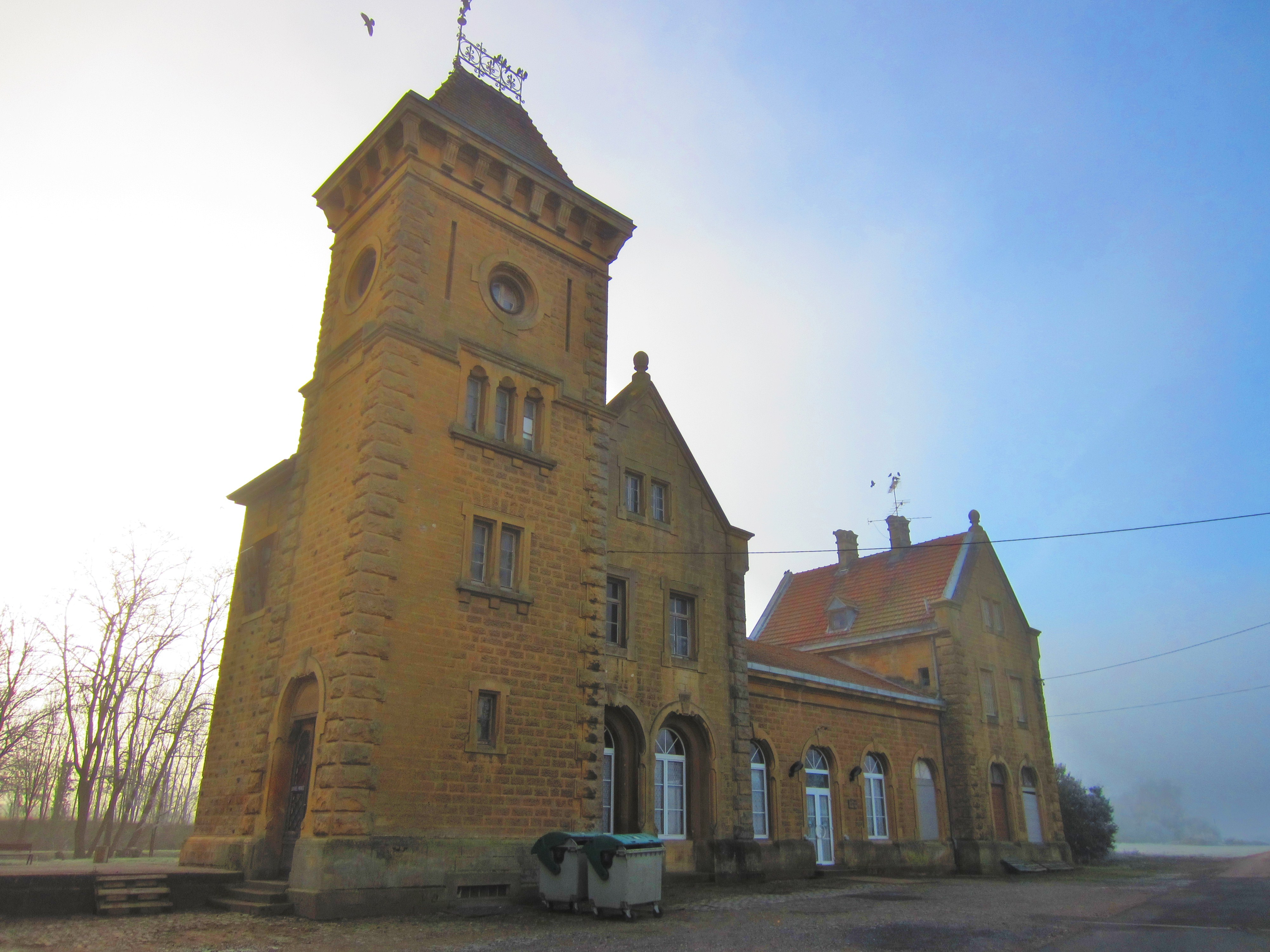
La gare impériale, désaffectée, de Chambrey.